# Lista de asteroides (281001-282000)
Esta é uma lista parcial de asteroides, do asteroide número 281001 até o 282000, inclusive. Veja também o índice com todas as listas disponíveis.

| Objeto Próximos à Terra | Cinturão de asteroides (interno) | Cinturão de asteroides (externo) | Centauro       |
| Cruzador de Marte       | Cinturão de asteroides (meio)    | Troianos de Júpiter              | Transnetuniano |

Veja mais dados de cada asteroide na ligação externa para o Minor Planet Center na última coluna.
Índice: 281001... 281101... 281201... 281301... 281401... 281501... 281601... 281701... 281801... 281901... 

## 281001–281100
| Designação      | Designação | Descoberta  | Descoberta        | Descobridor(es)     | Categoria | Mais informações / Referência |
| Permanente      | Provisória | Data        | Local             | Descobridor(es)     | Categoria | Mais informações / Referência |
| --------------- | ---------- | ----------- | ----------------- | ------------------- | --------- | ----------------------------- |
| 281001          | 2006 DT141 | 25 fev 2006 | Kitt Peak         | Spacewatch          | —         | MPC                           |
| 281002          | 2006 DB164 | 27 fev 2006 | Mount Lemmon      | Mount Lemmon Survey | Eos       | MPC                           |
| 281003          | 2006 DJ171 | 27 fev 2006 | Kitt Peak         | Spacewatch          | —         | MPC                           |
| 281004          | 2006 DB181 | 27 fev 2006 | Kitt Peak         | Spacewatch          | —         | MPC                           |
| 281005          | 2006 DH191 | 27 fev 2006 | Kitt Peak         | Spacewatch          | —         | MPC                           |
| 281006          | 2006 DW203 | 23 fev 2006 | Anderson Mesa     | LONEOS              | —         | MPC                           |
| 281007          | 2006 DR204 | 27 fev 2006 | Catalina          | CSS                 | Ursula    | MPC                           |
| 281008          | 2006 DU207 | 25 fev 2006 | Kitt Peak         | Spacewatch          | —         | MPC                           |
| 281009          | 2006 DN208 | 25 fev 2006 | Kitt Peak         | Spacewatch          | —         | MPC                           |
| 281010          | 2006 DJ215 | 25 fev 2006 | Mount Lemmon      | Mount Lemmon Survey | —         | MPC                           |
| 281011          | 2006 ET2   | 2 mar 2006  | Kitt Peak         | Spacewatch          | —         | MPC                           |
| 281012          | 2006 EA11  | 2 mar 2006  | Kitt Peak         | Spacewatch          | —         | MPC                           |
| 281013          | 2006 EE13  | 2 mar 2006  | Kitt Peak         | Spacewatch          | —         | MPC                           |
| 281014          | 2006 EC21  | 3 mar 2006  | Kitt Peak         | Spacewatch          | —         | MPC                           |
| 281015          | 2006 EJ32  | 3 mar 2006  | Mount Lemmon      | Mount Lemmon Survey | —         | MPC                           |
| 281016          | 2006 EH37  | 3 mar 2006  | Kitt Peak         | Spacewatch          | —         | MPC                           |
| 281017          | 2006 EV60  | 5 mar 2006  | Kitt Peak         | Spacewatch          | —         | MPC                           |
| 281018          | 2006 ED63  | 5 mar 2006  | Kitt Peak         | Spacewatch          | —         | MPC                           |
| 281019          | 2006 EB65  | 5 mar 2006  | Kitt Peak         | Spacewatch          | —         | MPC                           |
| 281020          | 2006 EH65  | 5 mar 2006  | Kitt Peak         | Spacewatch          | —         | MPC                           |
| 281021          | 2006 EX68  | 2 mar 2006  | Kitt Peak         | M. W. Buie          | —         | MPC                           |
| 281022          | 2006 EV69  | 9 mar 2006  | Catalina          | CSS                 | —         | MPC                           |
| 281023          | 2006 FZ5   | 23 mar 2006 | Mount Lemmon      | Mount Lemmon Survey | —         | MPC                           |
| 281024          | 2006 FH53  | 25 mar 2006 | Kitt Peak         | Spacewatch          | Themis    | MPC                           |
| 281025          | 2006 GR    | 2 abr 2006  | Piszkéstető       | K. Sárneczky        | —         | MPC                           |
| 281026          | 2006 GU4   | 2 abr 2006  | Kitt Peak         | Spacewatch          | —         | MPC                           |
| 281027          | 2006 GK13  | 2 abr 2006  | Kitt Peak         | Spacewatch          | —         | MPC                           |
| 281028          | 2006 GS14  | 2 abr 2006  | Kitt Peak         | Spacewatch          | —         | MPC                           |
| 281029          | 2006 GU14  | 2 abr 2006  | Kitt Peak         | Spacewatch          | —         | MPC                           |
| 281030          | 2006 GF30  | 2 abr 2006  | Mount Lemmon      | Mount Lemmon Survey | —         | MPC                           |
| 281031          | 2006 GS45  | 8 abr 2006  | Kitt Peak         | Spacewatch          | Eos       | MPC                           |
| 281032          | 2006 GX54  | 8 abr 2006  | Kitt Peak         | Spacewatch          | —         | MPC                           |
| 281033          | 2006 HF9   | 19 abr 2006 | Kitt Peak         | Spacewatch          | Eos       | MPC                           |
| 281034          | 2006 HP12  | 19 abr 2006 | Mount Lemmon      | Mount Lemmon Survey | —         | MPC                           |
| 281035          | 2006 HM21  | 20 abr 2006 | Kitt Peak         | Spacewatch          | —         | MPC                           |
| 281036          | 2006 HB22  | 20 abr 2006 | Kitt Peak         | Spacewatch          | —         | MPC                           |
| 281037          | 2006 HS22  | 20 abr 2006 | Kitt Peak         | Spacewatch          | —         | MPC                           |
| 281038          | 2006 HE27  | 20 abr 2006 | Kitt Peak         | Spacewatch          | —         | MPC                           |
| 281039          | 2006 HX36  | 21 abr 2006 | Kitt Peak         | Spacewatch          | —         | MPC                           |
| 281040          | 2006 HY39  | 21 abr 2006 | Kitt Peak         | Spacewatch          | —         | MPC                           |
| 281041          | 2006 HV46  | 20 abr 2006 | Kitt Peak         | Spacewatch          | —         | MPC                           |
| 281042          | 2006 HE50  | 26 abr 2006 | Kitt Peak         | Spacewatch          | —         | MPC                           |
| 281043          | 2006 HO51  | 26 abr 2006 | Reedy Creek       | J. Broughton        | —         | MPC                           |
| 281044          | 2006 HF60  | 26 abr 2006 | Anderson Mesa     | LONEOS              | Eos       | MPC                           |
| 281045          | 2006 HL66  | 24 abr 2006 | Kitt Peak         | Spacewatch          | —         | MPC                           |
| 281046          | 2006 HF90  | 13 jan 2005 | Catalina          | CSS                 | —         | MPC                           |
| 281047          | 2006 HL110 | 26 abr 2006 | Siding Spring     | SSS                 | —         | MPC                           |
| 281048          | 2006 HA116 | 26 abr 2006 | Mount Lemmon      | Mount Lemmon Survey | —         | MPC                           |
| 281049          | 2006 HQ123 | 24 abr 2006 | Anderson Mesa     | Spacewatch          | —         | MPC                           |
| 281050          | 2006 HG124 | 26 abr 2006 | Cerro Tololo      | M. W. Buie          | Themis    | MPC                           |
| 281051          | 2006 HP124 | 26 abr 2006 | Cerro Tololo      | M. W. Buie          | —         | MPC                           |
| 281052          | 2006 HH153 | 20 abr 2006 | Kitt Peak         | Spacewatch          | —         | MPC                           |
| 281053          | 2006 JD12  | 1 mai 2006  | Kitt Peak         | Spacewatch          | Brangane  | MPC                           |
| 281054          | 2006 JE17  | 2 mai 2006  | Kitt Peak         | Spacewatch          | —         | MPC                           |
| 281055          | 2006 JE39  | 6 mai 2006  | Mount Lemmon      | Mount Lemmon Survey | —         | MPC                           |
| 281056          | 2006 JT63  | 1 mai 2006  | Kitt Peak         | M. W. Buie          | —         | MPC                           |
| 281057          | 2006 KO4   | 19 mai 2006 | Mount Lemmon      | Mount Lemmon Survey | Brangane  | MPC                           |
| 281058          | 2006 KZ4   | 19 mai 2006 | Mount Lemmon      | Mount Lemmon Survey | —         | MPC                           |
| 281059          | 2006 KF13  | 20 mai 2006 | Kitt Peak         | Spacewatch          | —         | MPC                           |
| 281060          | 2006 KE26  | 20 mai 2006 | Kitt Peak         | Spacewatch          | —         | MPC                           |
| 281061          | 2006 KR27  | 20 mai 2006 | Kitt Peak         | Spacewatch          | —         | MPC                           |
| 281062          | 2006 KQ33  | 20 mai 2006 | Kitt Peak         | Spacewatch          | —         | MPC                           |
| 281063          | 2006 KH46  | 21 mai 2006 | Mount Lemmon      | Mount Lemmon Survey | —         | MPC                           |
| 281064          | 2006 KE73  | 23 mai 2006 | Kitt Peak         | Spacewatch          | —         | MPC                           |
| 281065          | 2006 KJ83  | 20 mai 2006 | Palomar           | NEAT                | Eos       | MPC                           |
| 281066          | 2006 KT122 | 22 mai 2006 | Kitt Peak         | Spacewatch          | —         | MPC                           |
| 281067          | 2006 KU130 | 25 mai 2006 | Mauna Kea         | P. A. Wiegert       | —         | MPC                           |
| 281068 Chipolin | 2006 OK1   | 18 jul 2006 | Lulin Observatory | H.-C. Lin, Q.-z. Ye | —         | MPC                           |
| 281069          | 2006 OO10  | 25 jul 2006 | Ottmarsheim       | C. Rinner           | —         | MPC                           |
| 281070          | 2006 OY10  | 21 jul 2006 | Mauna Kea         | D. J. Tholen        | —         | MPC                           |
| 281071          | 2006 PM    | 6 ago 2006  | Pla D'Arguines    | R. Ferrando         | —         | MPC                           |
| 281072          | 2006 PB42  | 14 ago 2006 | Palomar           | NEAT                | —         | MPC                           |
| 281073          | 2006 QK100 | 24 ago 2006 | Palomar           | NEAT                | —         | MPC                           |
| 281074          | 2006 QL119 | 28 ago 2006 | Socorro           | LINEAR              | —         | MPC                           |
| 281075          | 2006 QE120 | 29 ago 2006 | Catalina          | CSS                 | —         | MPC                           |
| 281076          | 2006 QV122 | 29 ago 2006 | Anderson Mesa     | LONEOS              | Juno      | MPC                           |
| 281077          | 2006 QD136 | 28 ago 2006 | Goodricke-Pigott  | R. A. Tucker        | —         | MPC                           |
| 281078          | 2006 QF141 | 18 ago 2006 | Palomar           | NEAT                | Ursula    | MPC                           |
| 281079          | 2006 RB26  | 14 set 2006 | Kitt Peak         | Spacewatch          | —         | MPC                           |
| 281080          | 2006 RR61  | 12 set 2006 | Catalina          | CSS                 | —         | MPC                           |
| 281081          | 2006 RX102 | 14 set 2006 | Palomar           | NEAT                | —         | MPC                           |
| 281082          | 2006 SH33  | 17 set 2006 | Catalina          | CSS                 | —         | MPC                           |
| 281083          | 2006 SD55  | 18 set 2006 | Catalina          | CSS                 | —         | MPC                           |
| 281084          | 2006 SF59  | 16 set 2006 | Catalina          | CSS                 | Juno      | MPC                           |
| 281085          | 2006 SD139 | 21 set 2006 | Anderson Mesa     | LONEOS              | —         | MPC                           |
| 281086          | 2006 SN220 | 25 set 2006 | Socorro           | LINEAR              | —         | MPC                           |
| 281087          | 2006 SN231 | 26 set 2006 | Kitt Peak         | Spacewatch          | —         | MPC                           |
| 281088          | 2006 SY411 | 28 set 2006 | Catalina          | CSS                 | —         | MPC                           |
| 281089          | 2006 SG412 | 27 set 2006 | Mount Lemmon      | Mount Lemmon Survey | —         | MPC                           |
| 281090          | 2006 TY73  | 11 out 2006 | Palomar           | NEAT                | —         | MPC                           |
| 281091          | 2006 TW99  | 15 out 2006 | Kitt Peak         | Spacewatch          | Brangane  | MPC                           |
| 281092          | 2006 TE120 | 12 out 2006 | Apache Point      | A. C. Becker        | —         | MPC                           |
| 281093          | 2006 UR109 | 19 out 2006 | Kitt Peak         | Spacewatch          | —         | MPC                           |
| 281094          | 2006 UB210 | 23 out 2006 | Kitt Peak         | Spacewatch          | —         | MPC                           |
| 281095          | 2006 UT218 | 16 out 2006 | Catalina          | CSS                 | —         | MPC                           |
| 281096          | 2006 UT272 | 27 out 2006 | Kitt Peak         | Spacewatch          | —         | MPC                           |
| 281097          | 2006 UR328 | 19 out 2006 | Catalina          | CSS                 | —         | MPC                           |
| 281098          | 2006 VV28  | 10 nov 2006 | Kitt Peak         | Spacewatch          | —         | MPC                           |
| 281099          | 2006 VU70  | 11 nov 2006 | Kitt Peak         | Spacewatch          | —         | MPC                           |
| 281100          | 2006 WS10  | 16 nov 2006 | Socorro           | LINEAR              | —         | MPC                           |

## 281101–281200
| Designação   | Designação | Descoberta  | Descoberta       | Descobridor(es)     | Categoria | Mais informações / Referência |
| Permanente   | Provisória | Data        | Local            | Descobridor(es)     | Categoria | Mais informações / Referência |
| ------------ | ---------- | ----------- | ---------------- | ------------------- | --------- | ----------------------------- |
| 281101       | 2006 WJ17  | 17 nov 2006 | Socorro          | LINEAR              | —         | MPC                           |
| 281102       | 2006 WZ79  | 18 nov 2006 | Kitt Peak        | Spacewatch          | —         | MPC                           |
| 281103       | 2006 WT82  | 18 nov 2006 | Kitt Peak        | Spacewatch          | Juno      | MPC                           |
| 281104       | 2006 WY159 | 22 nov 2006 | Mount Lemmon     | Mount Lemmon Survey | —         | MPC                           |
| 281105       | 2006 WT198 | 20 nov 2006 | Catalina         | CSS                 | —         | MPC                           |
| 281106       | 2006 XE56  | 13 dez 2006 | Mount Lemmon     | Mount Lemmon Survey | —         | MPC                           |
| 281107       | 2006 XR73  | 15 dez 2006 | Catalina         | CSS                 | —         | MPC                           |
| 281108       | 2006 YC2   | 17 dez 2006 | 7300 Observatory | W. K. Y. Yeung      | —         | MPC                           |
| 281109       | 2006 YM34  | 21 dez 2006 | Kitt Peak        | Spacewatch          | —         | MPC                           |
| 281110       | 2007 AW1   | 8 jan 2007  | Mount Lemmon     | Mount Lemmon Survey | —         | MPC                           |
| 281111       | 2007 AU6   | 9 jan 2007  | Kitt Peak        | Spacewatch          | —         | MPC                           |
| 281112       | 2007 AN14  | 9 jan 2007  | Mount Lemmon     | Mount Lemmon Survey | —         | MPC                           |
| 281113       | 2007 AV21  | 15 jan 2007 | Anderson Mesa    | LONEOS              | —         | MPC                           |
| 281114       | 2007 BX10  | 17 jan 2007 | Kitt Peak        | Spacewatch          | —         | MPC                           |
| 281115       | 2007 BP15  | 17 jan 2007 | Kitt Peak        | Spacewatch          | —         | MPC                           |
| 281116       | 2007 BM20  | 23 jan 2007 | Anderson Mesa    | LONEOS              | —         | MPC                           |
| 281117       | 2007 BN29  | 24 jan 2007 | Mount Lemmon     | Mount Lemmon Survey | —         | MPC                           |
| 281118       | 2007 BF46  | 26 jan 2007 | Kitt Peak        | Spacewatch          | —         | MPC                           |
| 281119       | 2007 BB47  | 26 jan 2007 | Kitt Peak        | Spacewatch          | —         | MPC                           |
| 281120       | 2007 BN50  | 23 jan 2007 | Socorro          | LINEAR              | —         | MPC                           |
| 281121       | 2007 BJ51  | 24 jan 2007 | Kitt Peak        | Spacewatch          | —         | MPC                           |
| 281122       | 2007 BW57  | 24 jan 2007 | Socorro          | LINEAR              | Mitidika  | MPC                           |
| 281123       | 2007 BP67  | 27 jan 2007 | Mount Lemmon     | Mount Lemmon Survey | —         | MPC                           |
| 281124       | 2007 BH70  | 27 jan 2007 | Mount Lemmon     | Mount Lemmon Survey | —         | MPC                           |
| 281125       | 2007 BK70  | 27 jan 2007 | Mount Lemmon     | Mount Lemmon Survey | —         | MPC                           |
| 281126       | 2007 BJ73  | 27 jan 2007 | Mount Lemmon     | Mount Lemmon Survey | —         | MPC                           |
| 281127       | 2007 BW76  | 24 jan 2007 | Mount Lemmon     | Mount Lemmon Survey | —         | MPC                           |
| 281128       | 2007 CW17  | 8 fev 2007  | Mount Lemmon     | Mount Lemmon Survey | —         | MPC                           |
| 281129       | 2007 CP23  | 7 fev 2007  | Catalina         | CSS                 | —         | MPC                           |
| 281130       | 2007 CY34  | 6 fev 2007  | Palomar          | NEAT                | —         | MPC                           |
| 281131       | 2007 CJ38  | 6 fev 2007  | Mount Lemmon     | Mount Lemmon Survey | —         | MPC                           |
| 281132       | 2007 CL44  | 8 fev 2007  | Palomar          | NEAT                | —         | MPC                           |
| 281133       | 2007 CX45  | 8 fev 2007  | Palomar          | NEAT                | —         | MPC                           |
| 281134       | 2007 CM47  | 9 fev 2007  | Kitt Peak        | Spacewatch          | —         | MPC                           |
| 281135       | 2007 CR50  | 10 fev 2007 | Catalina         | CSS                 | —         | MPC                           |
| 281136       | 2007 CJ60  | 10 fev 2007 | Palomar          | NEAT                | —         | MPC                           |
| 281137       | 2007 CH66  | 10 fev 2007 | Catalina         | CSS                 | —         | MPC                           |
| 281138       | 2007 DR2   | 16 fev 2007 | Catalina         | CSS                 | —         | MPC                           |
| 281139       | 2007 DL7   | 19 fev 2007 | Mayhill          | A. Lowe             | —         | MPC                           |
| 281140 Trier | 2007 DO7   | 16 fev 2007 | Taunus           | E. Schwab, R. Kling | —         | MPC                           |
| 281141       | 2007 DO12  | 16 fev 2007 | Mount Lemmon     | Mount Lemmon Survey | —         | MPC                           |
| 281142       | 2007 DH15  | 17 fev 2007 | Kitt Peak        | Spacewatch          | —         | MPC                           |
| 281143       | 2007 DG31  | 17 fev 2007 | Kitt Peak        | Spacewatch          | —         | MPC                           |
| 281144       | 2007 DS37  | 17 fev 2007 | Kitt Peak        | Spacewatch          | Mitidika  | MPC                           |
| 281145       | 2007 DF41  | 19 fev 2007 | Mount Lemmon     | Mount Lemmon Survey | —         | MPC                           |
| 281146       | 2007 DT42  | 17 fev 2007 | Kitt Peak        | Spacewatch          | —         | MPC                           |
| 281147       | 2007 DA43  | 17 fev 2007 | Catalina         | CSS                 | —         | MPC                           |
| 281148       | 2007 DX56  | 21 fev 2007 | Socorro          | LINEAR              | —         | MPC                           |
| 281149       | 2007 DH57  | 21 fev 2007 | Mount Lemmon     | Mount Lemmon Survey | —         | MPC                           |
| 281150       | 2007 DK58  | 21 fev 2007 | Kitt Peak        | Spacewatch          | —         | MPC                           |
| 281151       | 2007 DY65  | 21 fev 2007 | Kitt Peak        | Spacewatch          | —         | MPC                           |
| 281152       | 2007 DM74  | 21 fev 2007 | Mount Lemmon     | Mount Lemmon Survey | Mitidika  | MPC                           |
| 281153       | 2007 DS94  | 23 fev 2007 | Kitt Peak        | Spacewatch          | —         | MPC                           |
| 281154       | 2007 DJ96  | 23 fev 2007 | Mount Lemmon     | Mount Lemmon Survey | Mitidika  | MPC                           |
| 281155       | 2007 DZ96  | 23 fev 2007 | Kitt Peak        | Spacewatch          | —         | MPC                           |
| 281156       | 2007 DA100 | 25 fev 2007 | Mount Lemmon     | Mount Lemmon Survey | Mitidika  | MPC                           |
| 281157       | 2007 DL104 | 27 fev 2007 | Catalina         | CSS                 | —         | MPC                           |
| 281158       | 2007 DU106 | 23 fev 2007 | Mount Lemmon     | Mount Lemmon Survey | Chloris   | MPC                           |
| 281159       | 2007 DP115 | 21 fev 2007 | Mount Lemmon     | Mount Lemmon Survey | —         | MPC                           |
| 281160       | 2007 ER3   | 9 mar 2007  | Catalina         | CSS                 | —         | MPC                           |
| 281161       | 2007 EK5   | 9 mar 2007  | Mount Lemmon     | Mount Lemmon Survey | —         | MPC                           |
| 281162       | 2007 EO14  | 9 mar 2007  | Catalina         | CSS                 | —         | MPC                           |
| 281163       | 2007 EO16  | 9 mar 2007  | Kitt Peak        | Spacewatch          | —         | MPC                           |
| 281164       | 2007 EZ23  | 10 mar 2007 | Mount Lemmon     | Mount Lemmon Survey | —         | MPC                           |
| 281165       | 2007 EX24  | 10 mar 2007 | Palomar          | NEAT                | —         | MPC                           |
| 281166       | 2007 ET34  | 10 mar 2007 | Palomar          | NEAT                | —         | MPC                           |
| 281167       | 2007 EN39  | 12 mar 2007 | Kleť             | Kleť Obs.           | —         | MPC                           |
| 281168       | 2007 EA44  | 9 mar 2007  | Kitt Peak        | Spacewatch          | Mitidika  | MPC                           |
| 281169       | 2007 EP45  | 9 mar 2007  | Kitt Peak        | Spacewatch          | —         | MPC                           |
| 281170       | 2007 ET45  | 9 mar 2007  | Kitt Peak        | Spacewatch          | —         | MPC                           |
| 281171       | 2007 EB48  | 9 mar 2007  | Kitt Peak        | Spacewatch          | —         | MPC                           |
| 281172       | 2007 EM48  | 9 mar 2007  | Kitt Peak        | Spacewatch          | Mitidika  | MPC                           |
| 281173       | 2007 EP48  | 9 mar 2007  | Kitt Peak        | Spacewatch          | —         | MPC                           |
| 281174       | 2007 EZ68  | 10 mar 2007 | Kitt Peak        | Spacewatch          | Mitidika  | MPC                           |
| 281175       | 2007 EU71  | 10 mar 2007 | Kitt Peak        | Spacewatch          | —         | MPC                           |
| 281176       | 2007 EM72  | 10 mar 2007 | Kitt Peak        | Spacewatch          | —         | MPC                           |
| 281177       | 2007 EG73  | 10 mar 2007 | Palomar          | NEAT                | —         | MPC                           |
| 281178       | 2007 EG76  | 10 mar 2007 | Kitt Peak        | Spacewatch          | —         | MPC                           |
| 281179       | 2007 EB79  | 10 mar 2007 | Palomar          | NEAT                | —         | MPC                           |
| 281180       | 2007 EX82  | 12 mar 2007 | Kitt Peak        | Spacewatch          | —         | MPC                           |
| 281181       | 2007 EM92  | 10 mar 2007 | Palomar          | NEAT                | —         | MPC                           |
| 281182       | 2007 ER105 | 11 mar 2007 | Mount Lemmon     | Mount Lemmon Survey | —         | MPC                           |
| 281183       | 2007 EN145 | 12 mar 2007 | Mount Lemmon     | Mount Lemmon Survey | —         | MPC                           |
| 281184       | 2007 EY147 | 12 mar 2007 | Mount Lemmon     | Mount Lemmon Survey | —         | MPC                           |
| 281185       | 2007 EQ151 | 12 mar 2007 | Mount Lemmon     | Mount Lemmon Survey | —         | MPC                           |
| 281186       | 2007 EP166 | 11 mar 2007 | Catalina         | CSS                 | —         | MPC                           |
| 281187       | 2007 EZ175 | 14 mar 2007 | Kitt Peak        | Spacewatch          | —         | MPC                           |
| 281188       | 2007 EK177 | 14 mar 2007 | Kitt Peak        | Spacewatch          | —         | MPC                           |
| 281189       | 2007 EU178 | 14 mar 2007 | Kitt Peak        | Spacewatch          | —         | MPC                           |
| 281190       | 2007 EF181 | 14 mar 2007 | Kitt Peak        | Spacewatch          | —         | MPC                           |
| 281191       | 2007 EQ198 | 15 mar 2007 | Catalina         | CSS                 | —         | MPC                           |
| 281192       | 2007 ES210 | 8 mar 2007  | Palomar          | NEAT                | —         | MPC                           |
| 281193       | 2007 EK213 | 9 mar 2007  | Mount Lemmon     | Mount Lemmon Survey | Mitidika  | MPC                           |
| 281194       | 2007 EO213 | 9 mar 2007  | Kitt Peak        | Spacewatch          | —         | MPC                           |
| 281195       | 2007 EM214 | 9 mar 2007  | Kitt Peak        | Spacewatch          | —         | MPC                           |
| 281196       | 2007 ED219 | 13 mar 2007 | Kitt Peak        | Spacewatch          | —         | MPC                           |
| 281197       | 2007 EB220 | 13 mar 2007 | Kitt Peak        | Spacewatch          | —         | MPC                           |
| 281198       | 2007 ET223 | 11 mar 2007 | Kitt Peak        | Spacewatch          | —         | MPC                           |
| 281199       | 2007 FD18  | 16 mar 2007 | Kitt Peak        | Spacewatch          | —         | MPC                           |
| 281200       | 2007 FC22  | 20 mar 2007 | Kitt Peak        | Spacewatch          | Mitidika  | MPC                           |

## 281201–281300
| Designação         | Designação | Descoberta  | Descoberta      | Descobridor(es)       | Categoria | Mais informações / Referência |
| Permanente         | Provisória | Data        | Local           | Descobridor(es)       | Categoria | Mais informações / Referência |
| ------------------ | ---------- | ----------- | --------------- | --------------------- | --------- | ----------------------------- |
| 281201             | 2007 FW45  | 16 mar 2007 | Mount Lemmon    | Mount Lemmon Survey   | —         | MPC                           |
| 281202             | 2007 FE47  | 20 mar 2007 | Mount Lemmon    | Mount Lemmon Survey   | —         | MPC                           |
| 281203             | 2007 GU21  | 11 abr 2007 | Mount Lemmon    | Mount Lemmon Survey   | —         | MPC                           |
| 281204             | 2007 GJ31  | 14 abr 2007 | Mount Lemmon    | Mount Lemmon Survey   | Mitidika  | MPC                           |
| 281205             | 2007 GY40  | 14 abr 2007 | Kitt Peak       | Spacewatch            | —         | MPC                           |
| 281206             | 2007 GT49  | 15 abr 2007 | Socorro         | LINEAR                | —         | MPC                           |
| 281207             | 2007 GE50  | 15 abr 2007 | Socorro         | LINEAR                | —         | MPC                           |
| 281208             | 2007 GV51  | 15 abr 2007 | Moletai         | Molėtai Obs.          | —         | MPC                           |
| 281209             | 2007 GE63  | 15 abr 2007 | Kitt Peak       | Spacewatch            | —         | MPC                           |
| 281210             | 2007 GL66  | 15 abr 2007 | Kitt Peak       | Spacewatch            | —         | MPC                           |
| 281211             | 2007 HC1   | 16 abr 2007 | Catalina        | CSS                   | —         | MPC                           |
| 281212             | 2007 HG1   | 16 abr 2007 | Catalina        | CSS                   | —         | MPC                           |
| 281213             | 2007 HT7   | 17 abr 2007 | 7300            | W. K. Y. Yeung        | —         | MPC                           |
| 281214             | 2007 HX11  | 18 abr 2007 | Mount Lemmon    | Mount Lemmon Survey   | Mitidika  | MPC                           |
| 281215             | 2007 HB19  | 18 abr 2007 | Anderson Mesa   | LONEOS                | —         | MPC                           |
| 281216             | 2007 HH22  | 18 abr 2007 | Kitt Peak       | Spacewatch            | —         | MPC                           |
| 281217             | 2007 HW28  | 19 abr 2007 | Mount Lemmon    | Mount Lemmon Survey   | —         | MPC                           |
| 281218             | 2007 HC31  | 19 abr 2007 | Mount Lemmon    | Mount Lemmon Survey   | —         | MPC                           |
| 281219             | 2007 HK33  | 14 abr 2007 | Kitt Peak       | Spacewatch            | Phocaea   | MPC                           |
| 281220             | 2007 HY38  | 20 abr 2007 | Socorro         | LINEAR                | Mitidika  | MPC                           |
| 281221             | 2007 HQ54  | 22 abr 2007 | Kitt Peak       | Spacewatch            | —         | MPC                           |
| 281222             | 2007 HO58  | 23 abr 2007 | Catalina        | CSS                   | —         | MPC                           |
| 281223             | 2007 HV66  | 22 abr 2007 | Mount Lemmon    | Mount Lemmon Survey   | —         | MPC                           |
| 281224             | 2007 HM75  | 22 abr 2007 | Kitt Peak       | Spacewatch            | —         | MPC                           |
| 281225             | 2007 HA86  | 7 dez 2005  | Kitt Peak       | Spacewatch            | —         | MPC                           |
| 281226             | 2007 HF89  | 23 abr 2007 | Kitt Peak       | Spacewatch            | —         | MPC                           |
| 281227             | 2007 HL91  | 18 abr 2007 | Mount Lemmon    | Mount Lemmon Survey   | —         | MPC                           |
| 281228             | 2007 HZ92  | 18 abr 2007 | Kitt Peak       | Spacewatch            | —         | MPC                           |
| 281229             | 2007 JF    | 7 mai 2007  | Kitt Peak       | Spacewatch            | —         | MPC                           |
| 281230             | 2007 JT3   | 6 mai 2007  | Kitt Peak       | Spacewatch            | —         | MPC                           |
| 281231             | 2007 JO6   | 9 mai 2007  | Mount Lemmon    | Mount Lemmon Survey   | —         | MPC                           |
| 281232             | 2007 JQ21  | 9 mai 2007  | Mount Lemmon    | Mount Lemmon Survey   | —         | MPC                           |
| 281233             | 2007 JK31  | 12 mai 2007 | Mount Lemmon    | Mount Lemmon Survey   | —         | MPC                           |
| 281234             | 2007 JZ33  | 9 mai 2007  | Mount Lemmon    | Mount Lemmon Survey   | —         | MPC                           |
| 281235             | 2007 JE36  | 15 mai 2007 | Wrightwood      | J. W. Young           | —         | MPC                           |
| 281236             | 2007 JM39  | 15 mai 2007 | Kitt Peak       | Spacewatch            | —         | MPC                           |
| 281237             | 2007 JE42  | 15 mai 2007 | La Sagra        | Mallorca Obs.         | Eos       | MPC                           |
| 281238             | 2007 KQ    | 16 mai 2007 | Eskridge        | G. Hug                | —         | MPC                           |
| 281239             | 2007 KD5   | 24 mai 2007 | Mount Lemmon    | Mount Lemmon Survey   | —         | MPC                           |
| 281240             | 2007 LG4   | 8 jun 2007  | Kitt Peak       | Spacewatch            | —         | MPC                           |
| 281241             | 2007 LM5   | 9 jun 2007  | Kitt Peak       | Spacewatch            | —         | MPC                           |
| 281242             | 2007 LU10  | 9 jun 2007  | Kitt Peak       | Spacewatch            | —         | MPC                           |
| 281243             | 2007 LA22  | 12 jun 2007 | Kitt Peak       | Spacewatch            | —         | MPC                           |
| 281244             | 2007 LU27  | 14 jun 2007 | Kitt Peak       | Spacewatch            | —         | MPC                           |
| 281245             | 2007 MG3   | 16 jun 2007 | Kitt Peak       | Spacewatch            | Eos       | MPC                           |
| 281246             | 2007 MU3   | 18 jun 2007 | Catalina        | CSS                   | —         | MPC                           |
| 281247             | 2007 MA4   | 19 jun 2007 | Piszkéstető     | K. Sárneczky          | —         | MPC                           |
| 281248             | 2007 ML14  | 20 jun 2007 | Kitt Peak       | Spacewatch            | —         | MPC                           |
| 281249             | 2007 MO16  | 22 jun 2007 | Anderson Mesa   | LONEOS                | —         | MPC                           |
| 281250             | 2007 MD26  | 20 jun 2007 | Siding Spring   | SSS                   | —         | MPC                           |
| 281251             | 2007 NT    | 9 jul 2007  | Eskridge        | G. Hug                | —         | MPC                           |
| 281252             | 2007 NX5   | 10 jul 2007 | Siding Spring   | SSS                   | Phocaea   | MPC                           |
| 281253             | 2007 OV6   | 20 jul 2007 | La Sagra        | Mallorca Obs.         | —         | MPC                           |
| 281254             | 2007 PT    | 4 ago 2007  | Reedy Creek     | J. Broughton          | —         | MPC                           |
| 281255             | 2007 PW3   | 8 ago 2007  | Siding Spring   | SSS                   | —         | MPC                           |
| 281256             | 2007 PQ17  | 9 ago 2007  | Socorro         | LINEAR                | —         | MPC                           |
| 281257             | 2007 PE20  | 9 ago 2007  | Socorro         | LINEAR                | —         | MPC                           |
| 281258             | 2007 PL21  | 9 ago 2007  | Socorro         | LINEAR                | —         | MPC                           |
| 281259             | 2007 PW21  | 9 ago 2007  | Socorro         | LINEAR                | —         | MPC                           |
| 281260             | 2007 PO22  | 11 ago 2007 | Socorro         | LINEAR                | Brangane  | MPC                           |
| 281261             | 2007 PW22  | 11 ago 2007 | Socorro         | LINEAR                | Eos       | MPC                           |
| 281262             | 2007 PP36  | 13 ago 2007 | Socorro         | LINEAR                | —         | MPC                           |
| 281263             | 2007 PS36  | 13 ago 2007 | Socorro         | LINEAR                | —         | MPC                           |
| 281264             | 2007 PT37  | 13 ago 2007 | Socorro         | LINEAR                | —         | MPC                           |
| 281265             | 2007 QR1   | 16 ago 2007 | Purple Mountain | PMO NEO               | —         | MPC                           |
| 281266             | 2007 QF2   | 20 ago 2007 | Pla D'Arguines  | R. Ferrando           | —         | MPC                           |
| 281267             | 2007 QY2   | 19 ago 2007 | La Sagra        | Mallorca Obs.         | —         | MPC                           |
| 281268             | 2007 QT12  | 21 ago 2007 | Siding Spring   | SSS                   | —         | MPC                           |
| 281269             | 2007 QV12  | 23 ago 2007 | Kitt Peak       | Spacewatch            | Brangane  | MPC                           |
| 281270             | 2007 RY1   | 2 set 2007  | Siding Spring   | K. Sárneczky, L. Kiss | —         | MPC                           |
| 281271             | 2007 RC6   | 5 set 2007  | Dauban          | Chante-Perdrix Obs.   | —         | MPC                           |
| 281272 Arnaudleroy | 2007 RC12  | 10 set 2007 | Pic du Midi     | Pic du Midi Obs.      | —         | MPC                           |
| 281273             | 2007 RK13  | 4 set 2007  | Mount Lemmon    | Mount Lemmon Survey   | —         | MPC                           |
| 281274             | 2007 RC26  | 4 set 2007  | Mount Lemmon    | Mount Lemmon Survey   | —         | MPC                           |
| 281275             | 2007 RC31  | 5 set 2007  | Catalina        | CSS                   | —         | MPC                           |
| 281276             | 2007 RV35  | 8 set 2007  | Anderson Mesa   | LONEOS                | —         | MPC                           |
| 281277             | 2007 RN42  | 9 set 2007  | Kitt Peak       | Spacewatch            | —         | MPC                           |
| 281278             | 2007 RX46  | 9 set 2007  | Kitt Peak       | Spacewatch            | —         | MPC                           |
| 281279             | 2007 RU78  | 10 set 2007 | Mount Lemmon    | Mount Lemmon Survey   | —         | MPC                           |
| 281280             | 2007 RL81  | 10 set 2007 | Mount Lemmon    | Mount Lemmon Survey   | —         | MPC                           |
| 281281             | 2007 RR91  | 10 set 2007 | Mount Lemmon    | Mount Lemmon Survey   | —         | MPC                           |
| 281282             | 2007 RA96  | 10 set 2007 | Kitt Peak       | Spacewatch            | —         | MPC                           |
| 281283             | 2007 RZ103 | 11 set 2007 | Catalina        | CSS                   | —         | MPC                           |
| 281284             | 2007 RC117 | 11 set 2007 | Kitt Peak       | Spacewatch            | —         | MPC                           |
| 281285             | 2007 RV118 | 11 set 2007 | Mount Lemmon    | Mount Lemmon Survey   | —         | MPC                           |
| 281286             | 2007 RP128 | 12 set 2007 | Mount Lemmon    | Mount Lemmon Survey   | —         | MPC                           |
| 281287             | 2007 RD133 | 15 set 2007 | Vicques         | M. Ory                | —         | MPC                           |
| 281288             | 2007 RF136 | 14 set 2007 | Mount Lemmon    | Mount Lemmon Survey   | —         | MPC                           |
| 281289             | 2007 RV142 | 9 mar 2005  | Kitt Peak       | Spacewatch            | —         | MPC                           |
| 281290             | 2007 RM144 | 14 set 2007 | Socorro         | LINEAR                | —         | MPC                           |
| 281291             | 2007 RQ149 | 12 set 2007 | Catalina        | CSS                   | —         | MPC                           |
| 281292             | 2007 RQ158 | 12 set 2007 | Catalina        | CSS                   | —         | MPC                           |
| 281293             | 2007 RW167 | 10 set 2007 | Kitt Peak       | Spacewatch            | —         | MPC                           |
| 281294             | 2007 RE173 | 10 set 2007 | Kitt Peak       | Spacewatch            | —         | MPC                           |
| 281295             | 2007 RT202 | 13 set 2007 | Kitt Peak       | Spacewatch            | —         | MPC                           |
| 281296             | 2007 RH216 | 13 set 2007 | Anderson Mesa   | LONEOS                | —         | MPC                           |
| 281297             | 2007 RK239 | 14 set 2007 | Catalina        | CSS                   | Brangane  | MPC                           |
| 281298             | 2007 RM239 | 14 set 2007 | Catalina        | CSS                   | —         | MPC                           |
| 281299             | 2007 RS258 | 14 set 2007 | Mount Lemmon    | Mount Lemmon Survey   | —         | MPC                           |
| 281300             | 2007 RS284 | 12 set 2007 | Catalina        | CSS                   | Brangane  | MPC                           |

## 281301–281400
| Designação | Designação | Descoberta  | Descoberta      | Descobridor(es)       | Categoria | Mais informações / Referência |
| Permanente | Provisória | Data        | Local           | Descobridor(es)       | Categoria | Mais informações / Referência |
| ---------- | ---------- | ----------- | --------------- | --------------------- | --------- | ----------------------------- |
| 281301     | 2007 RX291 | 12 set 2007 | Mount Lemmon    | Mount Lemmon Survey   | —         | MPC                           |
| 281302     | 2007 RA299 | 12 set 2007 | Catalina        | CSS                   | Brangane  | MPC                           |
| 281303     | 2007 RQ310 | 11 set 2007 | Lulin           | LUSS                  | —         | MPC                           |
| 281304     | 2007 RU313 | 12 set 2007 | Catalina        | CSS                   | —         | MPC                           |
| 281305     | 2007 RV322 | 13 set 2007 | Mount Lemmon    | Mount Lemmon Survey   | —         | MPC                           |
| 281306     | 2007 SS5   | 19 set 2007 | Socorro         | LINEAR                | —         | MPC                           |
| 281307     | 2007 SO9   | 18 set 2007 | Kitt Peak       | Spacewatch            | —         | MPC                           |
| 281308     | 2007 SE15  | 23 set 2007 | Antares         | ARO                   | Brangane  | MPC                           |
| 281309     | 2007 TC3   | 5 out 2007  | Prairie Grass   | J. Mahony             | —         | MPC                           |
| 281310     | 2007 TV13  | 7 out 2007  | Socorro         | LINEAR                | —         | MPC                           |
| 281311     | 2007 TZ33  | 6 out 2007  | Kitt Peak       | Spacewatch            | —         | MPC                           |
| 281312     | 2007 TE37  | 4 out 2007  | Kitt Peak       | Spacewatch            | —         | MPC                           |
| 281313     | 2007 TV38  | 6 out 2007  | Kitt Peak       | Spacewatch            | Ursula    | MPC                           |
| 281314     | 2007 TB43  | 7 out 2007  | Mount Lemmon    | Mount Lemmon Survey   | —         | MPC                           |
| 281315     | 2007 TV76  | 5 out 2007  | Kitt Peak       | Spacewatch            | —         | MPC                           |
| 281316     | 2007 TH92  | 5 out 2007  | Kitt Peak       | Spacewatch            | —         | MPC                           |
| 281317     | 2007 TO103 | 8 out 2007  | Mount Lemmon    | Mount Lemmon Survey   | —         | MPC                           |
| 281318     | 2007 TQ103 | 8 out 2007  | Mount Lemmon    | Mount Lemmon Survey   | —         | MPC                           |
| 281319     | 2007 TW145 | 6 out 2007  | Socorro         | LINEAR                | —         | MPC                           |
| 281320     | 2007 TB146 | 6 out 2007  | Socorro         | LINEAR                | —         | MPC                           |
| 281321     | 2007 TH182 | 8 out 2007  | Anderson Mesa   | LONEOS                | —         | MPC                           |
| 281322     | 2007 TU183 | 9 out 2007  | Purple Mountain | PMO NEO               | —         | MPC                           |
| 281323     | 2007 TX183 | 9 out 2007  | Purple Mountain | PMO NEO               | —         | MPC                           |
| 281324     | 2007 TG184 | 10 out 2007 | Mount Lemmon    | Mount Lemmon Survey   | —         | MPC                           |
| 281325     | 2007 TZ186 | 13 out 2007 | Socorro         | LINEAR                | —         | MPC                           |
| 281326     | 2007 TR191 | 4 out 2007  | Catalina        | CSS                   | Brangane  | MPC                           |
| 281327     | 2007 TL198 | 8 out 2007  | Kitt Peak       | Spacewatch            | —         | MPC                           |
| 281328     | 2007 TO214 | 7 out 2007  | Catalina        | CSS                   | Ursula    | MPC                           |
| 281329     | 2007 TV242 | 8 out 2007  | Catalina        | CSS                   | —         | MPC                           |
| 281330     | 2007 TO244 | 8 out 2007  | Catalina        | CSS                   | —         | MPC                           |
| 281331     | 2007 TR246 | 9 out 2007  | Mount Lemmon    | Mount Lemmon Survey   | —         | MPC                           |
| 281332     | 2007 TZ311 | 11 out 2007 | Mount Lemmon    | Mount Lemmon Survey   | —         | MPC                           |
| 281333     | 2007 TT329 | 11 out 2007 | Kitt Peak       | Spacewatch            | —         | MPC                           |
| 281334     | 2007 TD336 | 12 out 2007 | Kitt Peak       | Spacewatch            | —         | MPC                           |
| 281335     | 2007 TF340 | 9 out 2007  | Mount Lemmon    | Mount Lemmon Survey   | —         | MPC                           |
| 281336     | 2007 TM350 | 14 out 2007 | Mount Lemmon    | Mount Lemmon Survey   | —         | MPC                           |
| 281337     | 2007 TN391 | 15 out 2007 | Catalina        | CSS                   | —         | MPC                           |
| 281338     | 2007 TJ431 | 12 out 2007 | Kitt Peak       | Spacewatch            | Ursula    | MPC                           |
| 281339     | 2007 TX433 | 14 out 2007 | Catalina        | CSS                   | —         | MPC                           |
| 281340     | 2007 TP441 | 4 out 2007  | Catalina        | CSS                   | —         | MPC                           |
| 281341     | 2007 TY441 | 9 out 2007  | Anderson Mesa   | LONEOS                | —         | MPC                           |
| 281342     | 2007 UP2   | 18 out 2007 | 7300            | W. K. Y. Yeung        | —         | MPC                           |
| 281343     | 2007 UK21  | 16 out 2007 | Kitt Peak       | Spacewatch            | Ursula    | MPC                           |
| 281344     | 2007 UW31  | 19 out 2007 | Mount Lemmon    | Mount Lemmon Survey   | —         | MPC                           |
| 281345     | 2007 UH33  | 16 out 2007 | Catalina        | CSS                   | —         | MPC                           |
| 281346     | 2007 UT44  | 18 out 2007 | Mount Lemmon    | Mount Lemmon Survey   | —         | MPC                           |
| 281347     | 2007 UP113 | 31 out 2007 | Kitt Peak       | Spacewatch            | Phocaea   | MPC                           |
| 281348     | 2007 UY135 | 20 out 2007 | Siding Spring   | K. Sárneczky, L. Kiss | —         | MPC                           |
| 281349     | 2007 UT136 | 20 out 2007 | Catalina        | CSS                   | —         | MPC                           |
| 281350     | 2007 UJ140 | 16 out 2007 | Mount Lemmon    | Mount Lemmon Survey   | —         | MPC                           |
| 281351     | 2007 VT10  | 5 nov 2007  | La Sagra        | Mallorca Obs.         | —         | MPC                           |
| 281352     | 2007 VP30  | 2 nov 2007  | Kitt Peak       | Spacewatch            | —         | MPC                           |
| 281353     | 2007 VO36  | 2 nov 2007  | Mount Lemmon    | Mount Lemmon Survey   | Ursula    | MPC                           |
| 281354     | 2007 VO62  | 1 nov 2007  | Kitt Peak       | Spacewatch            | Eunomia   | MPC                           |
| 281355     | 2007 VB147 | 4 nov 2007  | Kitt Peak       | Spacewatch            | —         | MPC                           |
| 281356     | 2007 VH167 | 5 nov 2007  | Mount Lemmon    | Mount Lemmon Survey   | —         | MPC                           |
| 281357     | 2007 VF176 | 4 nov 2007  | Mount Lemmon    | Mount Lemmon Survey   | —         | MPC                           |
| 281358     | 2007 VJ287 | 15 nov 2007 | Catalina        | CSS                   | —         | MPC                           |
| 281359     | 2007 VN301 | 15 nov 2007 | Catalina        | CSS                   | —         | MPC                           |
| 281360     | 2007 VE322 | 12 nov 2007 | Catalina        | CSS                   | —         | MPC                           |
| 281361     | 2007 WQ17  | 18 nov 2007 | Mount Lemmon    | Mount Lemmon Survey   | —         | MPC                           |
| 281362     | 2007 YE34  | 28 dez 2007 | Kitt Peak       | Spacewatch            | —         | MPC                           |
| 281363     | 2008 CV5   | 6 fev 2008  | Socorro         | LINEAR                | —         | MPC                           |
| 281364     | 2008 CH9   | 2 fev 2008  | Mount Lemmon    | Mount Lemmon Survey   | —         | MPC                           |
| 281365     | 2008 CM116 | 10 fev 2008 | Mount Lemmon    | Mount Lemmon Survey   | —         | MPC                           |
| 281366     | 2008 CV185 | 1 fev 2008  | Catalina        | CSS                   | —         | MPC                           |
| 281367     | 2008 CF210 | 1 fev 2008  | Mount Lemmon    | Mount Lemmon Survey   | —         | MPC                           |
| 281368     | 2008 EA    | 2 mar 2008  | Catalina        | CSS                   | Juno      | MPC                           |
| 281369     | 2008 EQ25  | 3 mar 2008  | Purple Mountain | PMO NEO               | —         | MPC                           |
| 281370     | 2008 FD58  | 28 mar 2008 | Mount Lemmon    | Mount Lemmon Survey   | Juno      | MPC                           |
| 281371     | 2008 FC76  | 31 mar 2008 | Mount Lemmon    | Mount Lemmon Survey   | —         | MPC                           |
| 281372     | 2008 GB1   | 4 abr 2008  | Catalina        | CSS                   | Juno      | MPC                           |
| 281373     | 2008 GK57  | 5 abr 2008  | Mount Lemmon    | Mount Lemmon Survey   | —         | MPC                           |
| 281374     | 2008 JU3   | 1 mai 2008  | Kitt Peak       | Spacewatch            | —         | MPC                           |
| 281375     | 2008 JV19  | 8 mai 2008  | Catalina        | CSS                   | —         | MPC                           |
| 281376     | 2008 JJ39  | 15 mai 2008 | Mount Lemmon    | Mount Lemmon Survey   | —         | MPC                           |
| 281377     | 2008 OR3   | 25 jul 2008 | Siding Spring   | SSS                   | —         | MPC                           |
| 281378     | 2008 OE8   | 29 jul 2008 | La Sagra        | Mallorca Obs.         | —         | MPC                           |
| 281379     | 2008 OW8   | 30 jul 2008 | Dauban          | F. Kugel              | —         | MPC                           |
| 281380     | 2008 OB10  | 28 jul 2008 | Dauban          | F. Kugel              | —         | MPC                           |
| 281381     | 2008 OL10  | 31 jul 2008 | Dauban          | F. Kugel              | —         | MPC                           |
| 281382     | 2008 OZ10  | 29 jul 2008 | Socorro         | LINEAR                | —         | MPC                           |
| 281383     | 2008 OJ19  | 25 jul 2008 | Siding Spring   | SSS                   | —         | MPC                           |
| 281384     | 2008 PE6   | 4 ago 2008  | La Sagra        | Mallorca Obs.         | —         | MPC                           |
| 281385     | 2008 PF8   | 6 ago 2008  | La Sagra        | Mallorca Obs.         | —         | MPC                           |
| 281386     | 2008 PT9   | 7 ago 2008  | Hibiscus        | S. F. Hönig, N. Teamo | —         | MPC                           |
| 281387     | 2008 PR20  | 5 ago 2008  | Siding Spring   | SSS                   | —         | MPC                           |
| 281388     | 2008 QZ1   | 24 ago 2008 | La Sagra        | Mallorca Obs.         | —         | MPC                           |
| 281389     | 2008 QA6   | 25 ago 2008 | Reedy Creek     | J. Broughton          | —         | MPC                           |
| 281390     | 2008 QE9   | 25 ago 2008 | La Sagra        | Mallorca Obs.         | —         | MPC                           |
| 281391     | 2008 QW17  | 4 out 1996  | Kitt Peak       | Spacewatch            | —         | MPC                           |
| 281392     | 2008 QG27  | 30 ago 2008 | La Sagra        | Mallorca Obs.         | —         | MPC                           |
| 281393     | 2008 QK31  | 30 ago 2008 | Socorro         | LINEAR                | —         | MPC                           |
| 281394     | 2008 QA36  | 21 ago 2008 | Kitt Peak       | Spacewatch            | —         | MPC                           |
| 281395     | 2008 QD46  | 30 ago 2008 | Socorro         | LINEAR                | —         | MPC                           |
| 281396     | 2008 QN48  | 25 ago 2008 | Socorro         | LINEAR                | —         | MPC                           |
| 281397     | 2008 RJ22  | 3 set 2008  | La Sagra        | Mallorca Obs.         | Mitidika  | MPC                           |
| 281398     | 2008 RM25  | 5 set 2008  | Junk Bond       | D. Healy              | —         | MPC                           |
| 281399     | 2008 RU29  | 2 set 2008  | Kitt Peak       | Spacewatch            | —         | MPC                           |
| 281400     | 2008 RV31  | 2 set 2008  | Kitt Peak       | Spacewatch            | —         | MPC                           |

## 281401–281500
| Designação       | Designação | Descoberta  | Descoberta       | Descobridor(es)     | Categoria | Mais informações / Referência |
| Permanente       | Provisória | Data        | Local            | Descobridor(es)     | Categoria | Mais informações / Referência |
| ---------------- | ---------- | ----------- | ---------------- | ------------------- | --------- | ----------------------------- |
| 281401           | 2008 RJ35  | 2 set 2008  | Kitt Peak        | Spacewatch          | Mitidika  | MPC                           |
| 281402           | 2008 RE44  | 2 set 2008  | Kitt Peak        | Spacewatch          | —         | MPC                           |
| 281403           | 2008 RW45  | 2 set 2008  | Kitt Peak        | Spacewatch          | —         | MPC                           |
| 281404           | 2008 RB46  | 2 set 2008  | Kitt Peak        | Spacewatch          | Mitidika  | MPC                           |
| 281405           | 2008 RG56  | 3 set 2008  | Kitt Peak        | Spacewatch          | —         | MPC                           |
| 281406           | 2008 RP57  | 3 set 2008  | Kitt Peak        | Spacewatch          | —         | MPC                           |
| 281407           | 2008 RQ66  | 4 set 2008  | Kitt Peak        | Spacewatch          | —         | MPC                           |
| 281408           | 2008 RN68  | 4 set 2008  | Kitt Peak        | Spacewatch          | —         | MPC                           |
| 281409           | 2008 RF71  | 6 set 2008  | Catalina         | CSS                 | —         | MPC                           |
| 281410           | 2008 RB103 | 5 set 2008  | Kitt Peak        | Spacewatch          | —         | MPC                           |
| 281411           | 2008 RS105 | 6 set 2008  | Catalina         | CSS                 | —         | MPC                           |
| 281412           | 2008 RZ106 | 7 set 2008  | Mount Lemmon     | Mount Lemmon Survey | —         | MPC                           |
| 281413           | 2008 RX108 | 2 set 2008  | Kitt Peak        | Spacewatch          | —         | MPC                           |
| 281414           | 2008 RE109 | 2 set 2008  | Kitt Peak        | Spacewatch          | —         | MPC                           |
| 281415           | 2008 RA111 | 3 set 2008  | Kitt Peak        | Spacewatch          | —         | MPC                           |
| 281416           | 2008 RB116 | 7 set 2008  | Mount Lemmon     | Mount Lemmon Survey | —         | MPC                           |
| 281417           | 2008 RZ116 | 7 set 2008  | Mount Lemmon     | Mount Lemmon Survey | —         | MPC                           |
| 281418           | 2008 RO119 | 7 set 2008  | Catalina         | CSS                 | —         | MPC                           |
| 281419           | 2008 RF129 | 9 set 2008  | Kitt Peak        | Spacewatch          | —         | MPC                           |
| 281420           | 2008 RH129 | 7 set 2008  | Mount Lemmon     | Mount Lemmon Survey | —         | MPC                           |
| 281421           | 2008 RR130 | 7 set 2008  | Mount Lemmon     | Mount Lemmon Survey | —         | MPC                           |
| 281422           | 2008 RG132 | 9 set 2008  | Catalina         | CSS                 | —         | MPC                           |
| 281423           | 2008 RZ138 | 6 set 2008  | Catalina         | CSS                 | —         | MPC                           |
| 281424           | 2008 RG139 | 7 set 2008  | Socorro          | LINEAR              | —         | MPC                           |
| 281425           | 2008 RQ142 | 7 set 2008  | Socorro          | LINEAR              | —         | MPC                           |
| 281426           | 2008 SX2   | 23 set 2008 | Hibiscus         | N. Teamo            | Eos       | MPC                           |
| 281427           | 2008 SY3   | 22 set 2008 | Socorro          | LINEAR              | —         | MPC                           |
| 281428           | 2008 SF5   | 22 set 2008 | Socorro          | LINEAR              | —         | MPC                           |
| 281429           | 2008 SJ5   | 22 set 2008 | Socorro          | LINEAR              | —         | MPC                           |
| 281430           | 2008 SO8   | 22 set 2008 | Socorro          | LINEAR              | —         | MPC                           |
| 281431           | 2008 SG9   | 22 set 2008 | Socorro          | LINEAR              | —         | MPC                           |
| 281432           | 2008 SK9   | 22 set 2008 | Socorro          | LINEAR              | —         | MPC                           |
| 281433           | 2008 SB10  | 22 set 2008 | Socorro          | LINEAR              | —         | MPC                           |
| 281434           | 2008 SZ40  | 20 set 2008 | Catalina         | CSS                 | Mitidika  | MPC                           |
| 281435           | 2008 ST42  | 20 set 2008 | Kitt Peak        | Spacewatch          | —         | MPC                           |
| 281436           | 2008 SN60  | 20 set 2008 | Catalina         | CSS                 | —         | MPC                           |
| 281437           | 2008 SR60  | 20 set 2008 | Catalina         | CSS                 | —         | MPC                           |
| 281438           | 2008 SE65  | 21 set 2008 | Kitt Peak        | Spacewatch          | —         | MPC                           |
| 281439           | 2008 ST70  | 22 set 2008 | Mount Lemmon     | Mount Lemmon Survey | —         | MPC                           |
| 281440           | 2008 SV71  | 22 set 2008 | Goodricke-Pigott | R. A. Tucker        | —         | MPC                           |
| 281441           | 2008 SW72  | 22 set 2008 | Mount Lemmon     | Mount Lemmon Survey | —         | MPC                           |
| 281442           | 2008 SX77  | 23 set 2008 | Mount Lemmon     | Mount Lemmon Survey | Eos       | MPC                           |
| 281443           | 2008 SO81  | 23 set 2008 | Catalina         | CSS                 | Phocaea   | MPC                           |
| 281444           | 2008 SR83  | 27 set 2008 | Altschwendt      | W. Ries             | —         | MPC                           |
| 281445 Scotthowe | 2008 SS84  | 28 set 2008 | Wrightwood       | J. W. Young         | —         | MPC                           |
| 281446           | 2008 SL93  | 21 set 2008 | Kitt Peak        | Spacewatch          | —         | MPC                           |
| 281447           | 2008 SJ97  | 21 set 2008 | Kitt Peak        | Spacewatch          | —         | MPC                           |
| 281448           | 2008 SQ99  | 21 set 2008 | Kitt Peak        | Spacewatch          | —         | MPC                           |
| 281449           | 2008 SR100 | 21 set 2008 | Kitt Peak        | Spacewatch          | —         | MPC                           |
| 281450           | 2008 SS105 | 21 set 2008 | Kitt Peak        | Spacewatch          | —         | MPC                           |
| 281451           | 2008 SF106 | 21 set 2008 | Kitt Peak        | Spacewatch          | —         | MPC                           |
| 281452           | 2008 SS106 | 21 set 2008 | Catalina         | CSS                 | —         | MPC                           |
| 281453           | 2008 SC110 | 22 set 2008 | Kitt Peak        | Spacewatch          | Mitidika  | MPC                           |
| 281454           | 2008 SV120 | 22 set 2008 | Mount Lemmon     | Mount Lemmon Survey | —         | MPC                           |
| 281455           | 2008 SO124 | 22 set 2008 | Mount Lemmon     | Mount Lemmon Survey | —         | MPC                           |
| 281456           | 2008 SZ126 | 22 set 2008 | Kitt Peak        | Spacewatch          | Mitidika  | MPC                           |
| 281457           | 2008 SS131 | 22 set 2008 | Kitt Peak        | Spacewatch          | —         | MPC                           |
| 281458           | 2008 SU131 | 22 set 2008 | Kitt Peak        | Spacewatch          | —         | MPC                           |
| 281459 Kyrylenko | 2008 SU148 | 27 set 2008 | Andrushivka      | Andrushivka Obs.    | —         | MPC                           |
| 281460           | 2008 SH155 | 23 set 2008 | Socorro          | LINEAR              | Mitidika  | MPC                           |
| 281461           | 2008 SJ164 | 28 set 2008 | Socorro          | LINEAR              | —         | MPC                           |
| 281462           | 2008 SQ166 | 28 set 2008 | Socorro          | LINEAR              | —         | MPC                           |
| 281463           | 2008 SR166 | 28 set 2008 | Socorro          | LINEAR              | —         | MPC                           |
| 281464           | 2008 ST167 | 28 set 2008 | Socorro          | LINEAR              | —         | MPC                           |
| 281465           | 2008 SF177 | 23 set 2008 | Mount Lemmon     | Mount Lemmon Survey | —         | MPC                           |
| 281466           | 2008 SR182 | 24 set 2008 | Mount Lemmon     | Mount Lemmon Survey | —         | MPC                           |
| 281467           | 2008 SL184 | 24 set 2008 | Mount Lemmon     | Mount Lemmon Survey | —         | MPC                           |
| 281468           | 2008 SE187 | 25 set 2008 | Kitt Peak        | Spacewatch          | —         | MPC                           |
| 281469           | 2008 SZ190 | 25 set 2008 | Mount Lemmon     | Mount Lemmon Survey | —         | MPC                           |
| 281470           | 2008 SO191 | 25 set 2008 | Mount Lemmon     | Mount Lemmon Survey | —         | MPC                           |
| 281471           | 2008 SM197 | 25 set 2008 | Kitt Peak        | Spacewatch          | —         | MPC                           |
| 281472           | 2008 SO201 | 26 set 2008 | Kitt Peak        | Spacewatch          | —         | MPC                           |
| 281473           | 2008 SF202 | 26 set 2008 | Kitt Peak        | Spacewatch          | Eos       | MPC                           |
| 281474           | 2008 SD203 | 26 set 2008 | Kitt Peak        | Spacewatch          | —         | MPC                           |
| 281475           | 2008 SY203 | 26 set 2008 | Kitt Peak        | Spacewatch          | —         | MPC                           |
| 281476           | 2008 SZ219 | 30 set 2008 | La Sagra         | Mallorca Obs.       | —         | MPC                           |
| 281477           | 2008 SX223 | 25 set 2008 | Kitt Peak        | Spacewatch          | —         | MPC                           |
| 281478           | 2008 SM226 | 27 set 2008 | Mount Lemmon     | Mount Lemmon Survey | —         | MPC                           |
| 281479           | 2008 SS232 | 4 set 2008  | Kitt Peak        | Spacewatch          | —         | MPC                           |
| 281480           | 2008 SS236 | 29 set 2008 | Catalina         | CSS                 | —         | MPC                           |
| 281481           | 2008 SS239 | 29 set 2008 | Kitt Peak        | Spacewatch          | —         | MPC                           |
| 281482           | 2008 SS240 | 29 set 2008 | Kitt Peak        | Spacewatch          | —         | MPC                           |
| 281483           | 2008 SG241 | 29 set 2008 | Catalina         | CSS                 | —         | MPC                           |
| 281484           | 2008 SD251 | 24 set 2008 | Kitt Peak        | Spacewatch          | Mitidika  | MPC                           |
| 281485           | 2008 SS263 | 24 set 2008 | Catalina         | CSS                 | —         | MPC                           |
| 281486           | 2008 SW263 | 24 set 2008 | Kitt Peak        | Spacewatch          | —         | MPC                           |
| 281487           | 2008 SD267 | 22 set 2008 | Mount Lemmon     | Mount Lemmon Survey | —         | MPC                           |
| 281488           | 2008 SW267 | 23 set 2008 | Kitt Peak        | Spacewatch          | —         | MPC                           |
| 281489           | 2008 SZ267 | 23 set 2008 | Mount Lemmon     | Mount Lemmon Survey | —         | MPC                           |
| 281490           | 2008 SR268 | 29 set 2008 | Catalina         | CSS                 | —         | MPC                           |
| 281491           | 2008 ST274 | 21 set 2008 | Kitt Peak        | Spacewatch          | —         | MPC                           |
| 281492           | 2008 SO275 | 23 set 2008 | Kitt Peak        | Spacewatch          | —         | MPC                           |
| 281493           | 2008 ST277 | 25 set 2008 | Kitt Peak        | Spacewatch          | —         | MPC                           |
| 281494           | 2008 SF281 | 29 set 2008 | Mount Lemmon     | Mount Lemmon Survey | —         | MPC                           |
| 281495           | 2008 SD282 | 27 set 2008 | Mount Lemmon     | Mount Lemmon Survey | —         | MPC                           |
| 281496           | 2008 ST285 | 21 set 2008 | Kitt Peak        | Spacewatch          | —         | MPC                           |
| 281497           | 2008 SM287 | 23 set 2008 | Mount Lemmon     | Mount Lemmon Survey | —         | MPC                           |
| 281498           | 2008 SO287 | 23 set 2008 | Kitt Peak        | Spacewatch          | —         | MPC                           |
| 281499           | 2008 SH290 | 29 set 2008 | Kitt Peak        | Spacewatch          | —         | MPC                           |
| 281500           | 2008 SF291 | 20 set 2008 | Catalina         | CSS                 | —         | MPC                           |

## 281501–281600
| Designação        | Designação | Descoberta  | Descoberta        | Descobridor(es)       | Categoria | Mais informações / Referência |
| Permanente        | Provisória | Data        | Local             | Descobridor(es)       | Categoria | Mais informações / Referência |
| ----------------- | ---------- | ----------- | ----------------- | --------------------- | --------- | ----------------------------- |
| 281501            | 2008 SV298 | 22 set 2008 | Kitt Peak         | Spacewatch            | —         | MPC                           |
| 281502            | 2008 SB299 | 22 set 2008 | Socorro           | LINEAR                | —         | MPC                           |
| 281503            | 2008 SV301 | 23 set 2008 | Kitt Peak         | Spacewatch            | —         | MPC                           |
| 281504            | 2008 SZ302 | 24 set 2008 | Catalina          | CSS                   | —         | MPC                           |
| 281505            | 2008 SZ306 | 29 set 2008 | Socorro           | LINEAR                | —         | MPC                           |
| 281506            | 2008 SZ307 | 29 set 2008 | Kitt Peak         | Spacewatch            | —         | MPC                           |
| 281507            | 2008 TM9   | 7 out 2008  | Celbridge         | D. McDonald           | —         | MPC                           |
| 281508            | 2008 TA10  | 7 out 2008  | Tiki              | N. Teamo              | —         | MPC                           |
| 281509            | 2008 TB19  | 1 out 2008  | Mount Lemmon      | Mount Lemmon Survey   | —         | MPC                           |
| 281510            | 2008 TT22  | 1 out 2008  | Kitt Peak         | Spacewatch            | —         | MPC                           |
| 281511            | 2008 TX36  | 1 out 2008  | Catalina          | CSS                   | —         | MPC                           |
| 281512            | 2008 TZ36  | 1 out 2008  | Catalina          | CSS                   | —         | MPC                           |
| 281513            | 2008 TD38  | 1 out 2008  | Mount Lemmon      | Mount Lemmon Survey   | —         | MPC                           |
| 281514            | 2008 TS38  | 1 out 2008  | Kitt Peak         | Spacewatch            | —         | MPC                           |
| 281515            | 2008 TB39  | 1 out 2008  | Kitt Peak         | Spacewatch            | —         | MPC                           |
| 281516            | 2008 TE48  | 1 out 2008  | Kitt Peak         | Spacewatch            | —         | MPC                           |
| 281517            | 2008 TN54  | 2 out 2008  | Kitt Peak         | Spacewatch            | —         | MPC                           |
| 281518            | 2008 TS55  | 2 out 2008  | Kitt Peak         | Spacewatch            | —         | MPC                           |
| 281519            | 2008 TY65  | 2 out 2008  | Catalina          | CSS                   | —         | MPC                           |
| 281520            | 2008 TG66  | 2 out 2008  | Kitt Peak         | Spacewatch            | —         | MPC                           |
| 281521            | 2008 TP69  | 2 out 2008  | Kitt Peak         | Spacewatch            | —         | MPC                           |
| 281522            | 2008 TJ75  | 2 out 2008  | Kitt Peak         | Spacewatch            | —         | MPC                           |
| 281523            | 2008 TQ82  | 3 out 2008  | La Sagra          | Mallorca Obs.         | —         | MPC                           |
| 281524            | 2008 TW98  | 6 out 2008  | Kitt Peak         | Spacewatch            | —         | MPC                           |
| 281525            | 2008 TR102 | 6 out 2008  | Kitt Peak         | Spacewatch            | —         | MPC                           |
| 281526            | 2008 TY104 | 6 out 2008  | Kitt Peak         | Spacewatch            | Maria     | MPC                           |
| 281527            | 2008 TM106 | 6 out 2008  | Kitt Peak         | Spacewatch            | —         | MPC                           |
| 281528            | 2008 TR111 | 6 out 2008  | Catalina          | CSS                   | Phocaea   | MPC                           |
| 281529            | 2008 TM113 | 6 out 2008  | Kitt Peak         | Spacewatch            | —         | MPC                           |
| 281530            | 2008 TX122 | 7 out 2008  | Kitt Peak         | Spacewatch            | —         | MPC                           |
| 281531            | 2008 TF138 | 8 out 2008  | Mount Lemmon      | Mount Lemmon Survey   | —         | MPC                           |
| 281532            | 2008 TL146 | 9 out 2008  | Mount Lemmon      | Mount Lemmon Survey   | Mitidika  | MPC                           |
| 281533            | 2008 TD160 | 1 out 2008  | Kitt Peak         | Spacewatch            | —         | MPC                           |
| 281534            | 2008 TO160 | 1 out 2008  | Kitt Peak         | Spacewatch            | —         | MPC                           |
| 281535            | 2008 TD171 | 10 out 2008 | Kitt Peak         | Spacewatch            | —         | MPC                           |
| 281536            | 2008 TY174 | 8 out 2008  | Kitt Peak         | Spacewatch            | —         | MPC                           |
| 281537            | 2008 TS177 | 4 out 2008  | La Sagra          | Mallorca Obs.         | —         | MPC                           |
| 281538            | 2008 TN182 | 1 out 2008  | Kitt Peak         | Spacewatch            | —         | MPC                           |
| 281539            | 2008 TY182 | 2 out 2008  | Kitt Peak         | Spacewatch            | —         | MPC                           |
| 281540            | 2008 TS188 | 10 out 2008 | Kitt Peak         | Spacewatch            | —         | MPC                           |
| 281541            | 2008 UC6   | 20 out 2008 | Kitt Peak         | Spacewatch            | —         | MPC                           |
| 281542            | 2008 UL19  | 19 out 2008 | Kitt Peak         | Spacewatch            | —         | MPC                           |
| 281543            | 2008 UE27  | 20 out 2008 | Kitt Peak         | Spacewatch            | —         | MPC                           |
| 281544            | 2008 UX27  | 20 out 2008 | Kitt Peak         | Spacewatch            | —         | MPC                           |
| 281545            | 2008 UZ30  | 20 out 2008 | Kitt Peak         | Spacewatch            | —         | MPC                           |
| 281546            | 2008 UD31  | 20 out 2008 | Kitt Peak         | Spacewatch            | —         | MPC                           |
| 281547            | 2008 UK31  | 20 out 2008 | Kitt Peak         | Spacewatch            | —         | MPC                           |
| 281548            | 2008 UX32  | 20 out 2008 | Kitt Peak         | Spacewatch            | —         | MPC                           |
| 281549            | 2008 UD38  | 20 out 2008 | Kitt Peak         | Spacewatch            | —         | MPC                           |
| 281550            | 2008 UX39  | 20 out 2008 | Kitt Peak         | Spacewatch            | —         | MPC                           |
| 281551            | 2008 UQ48  | 20 out 2008 | Kitt Peak         | Spacewatch            | —         | MPC                           |
| 281552            | 2008 UF49  | 20 out 2008 | Kitt Peak         | Spacewatch            | —         | MPC                           |
| 281553            | 2008 UG52  | 20 out 2008 | Mount Lemmon      | Mount Lemmon Survey   | —         | MPC                           |
| 281554            | 2008 UT54  | 20 out 2008 | Mount Lemmon      | Mount Lemmon Survey   | Maria     | MPC                           |
| 281555            | 2008 UU59  | 21 out 2008 | Kitt Peak         | Spacewatch            | —         | MPC                           |
| 281556            | 2008 UL71  | 21 out 2008 | Mount Lemmon      | Mount Lemmon Survey   | —         | MPC                           |
| 281557            | 2008 UV73  | 21 out 2008 | Kitt Peak         | Spacewatch            | —         | MPC                           |
| 281558            | 2008 UC74  | 21 out 2008 | Kitt Peak         | Spacewatch            | —         | MPC                           |
| 281559            | 2008 UF75  | 21 out 2008 | Kitt Peak         | Spacewatch            | —         | MPC                           |
| 281560            | 2008 UU75  | 21 out 2008 | Kitt Peak         | Spacewatch            | —         | MPC                           |
| 281561 Taitung    | 2008 UL78  | 21 out 2008 | Lulin Observatory | X. Y. Hsiao, Q.-z. Ye | —         | MPC                           |
| 281562            | 2008 UT85  | 23 out 2008 | Mount Lemmon      | Mount Lemmon Survey   | —         | MPC                           |
| 281563            | 2008 UC87  | 23 out 2008 | Mount Lemmon      | Mount Lemmon Survey   | —         | MPC                           |
| 281564 Fuhsiehhai | 2008 UQ87  | 23 out 2008 | Lulin Observatory | X. Y. Hsiao, Q.-z. Ye | —         | MPC                           |
| 281565            | 2008 UA89  | 24 out 2008 | Mount Lemmon      | Mount Lemmon Survey   | —         | MPC                           |
| 281566            | 2008 UQ92  | 24 out 2008 | Socorro           | LINEAR                | —         | MPC                           |
| 281567            | 2008 UR92  | 24 out 2008 | Socorro           | LINEAR                | —         | MPC                           |
| 281568            | 2008 UF93  | 24 out 2008 | Socorro           | LINEAR                | —         | MPC                           |
| 281569            | 2008 UV94  | 23 out 2008 | Lulin             | LUSS                  | —         | MPC                           |
| 281570            | 2008 UH97  | 25 out 2008 | Socorro           | LINEAR                | —         | MPC                           |
| 281571            | 2008 UM98  | 26 out 2008 | Socorro           | LINEAR                | —         | MPC                           |
| 281572            | 2008 UJ100 | 27 out 2008 | Bisei SG Center   | BATTeRS               | —         | MPC                           |
| 281573            | 2008 UQ101 | 20 out 2008 | Kitt Peak         | Spacewatch            | —         | MPC                           |
| 281574            | 2008 UJ108 | 21 out 2008 | Kitt Peak         | Spacewatch            | —         | MPC                           |
| 281575            | 2008 UV110 | 22 out 2008 | Kitt Peak         | Spacewatch            | —         | MPC                           |
| 281576            | 2008 UZ116 | 22 out 2008 | Kitt Peak         | Spacewatch            | —         | MPC                           |
| 281577            | 2008 UL117 | 22 out 2008 | Kitt Peak         | Spacewatch            | —         | MPC                           |
| 281578            | 2008 UM127 | 22 out 2008 | Kitt Peak         | Spacewatch            | —         | MPC                           |
| 281579            | 2008 UN130 | 23 out 2008 | Kitt Peak         | Spacewatch            | —         | MPC                           |
| 281580            | 2008 UO132 | 23 out 2008 | Kitt Peak         | Spacewatch            | Brangane  | MPC                           |
| 281581            | 2008 UT132 | 23 out 2008 | Kitt Peak         | Spacewatch            | —         | MPC                           |
| 281582            | 2008 UY136 | 23 out 2008 | Kitt Peak         | Spacewatch            | —         | MPC                           |
| 281583            | 2008 UL139 | 23 out 2008 | Kitt Peak         | Spacewatch            | Brangane  | MPC                           |
| 281584            | 2008 UD141 | 23 out 2008 | Kitt Peak         | Spacewatch            | —         | MPC                           |
| 281585            | 2008 UU141 | 23 out 2008 | Kitt Peak         | Spacewatch            | —         | MPC                           |
| 281586            | 2008 UK143 | 23 out 2008 | Kitt Peak         | Spacewatch            | —         | MPC                           |
| 281587            | 2008 UM143 | 23 out 2008 | Kitt Peak         | Spacewatch            | —         | MPC                           |
| 281588            | 2008 UB145 | 23 out 2008 | Kitt Peak         | Spacewatch            | —         | MPC                           |
| 281589            | 2008 UH145 | 23 out 2008 | Kitt Peak         | Spacewatch            | —         | MPC                           |
| 281590            | 2008 UN148 | 23 out 2008 | Kitt Peak         | Spacewatch            | —         | MPC                           |
| 281591            | 2008 UE149 | 23 out 2008 | Kitt Peak         | Spacewatch            | Brangane  | MPC                           |
| 281592            | 2008 UL151 | 23 out 2008 | Kitt Peak         | Spacewatch            | —         | MPC                           |
| 281593            | 2008 UJ156 | 23 out 2008 | Kitt Peak         | Spacewatch            | —         | MPC                           |
| 281594            | 2008 UG157 | 23 out 2008 | Mount Lemmon      | Mount Lemmon Survey   | —         | MPC                           |
| 281595            | 2008 UV157 | 23 out 2008 | Mount Lemmon      | Mount Lemmon Survey   | —         | MPC                           |
| 281596            | 2008 UP161 | 24 out 2008 | Kitt Peak         | Spacewatch            | —         | MPC                           |
| 281597            | 2008 UF167 | 24 out 2008 | Kitt Peak         | Spacewatch            | —         | MPC                           |
| 281598            | 2008 UP167 | 24 out 2008 | Kitt Peak         | Spacewatch            | —         | MPC                           |
| 281599            | 2008 UH175 | 24 out 2008 | Mount Lemmon      | Mount Lemmon Survey   | —         | MPC                           |
| 281600            | 2008 UO180 | 24 out 2008 | Kitt Peak         | Spacewatch            | —         | MPC                           |

## 281601–281700
| Designação | Designação | Descoberta  | Descoberta      | Descobridor(es)     | Categoria | Mais informações / Referência |
| Permanente | Provisória | Data        | Local           | Descobridor(es)     | Categoria | Mais informações / Referência |
| ---------- | ---------- | ----------- | --------------- | ------------------- | --------- | ----------------------------- |
| 281601     | 2008 UK181 | 24 out 2008 | Mount Lemmon    | Mount Lemmon Survey | —         | MPC                           |
| 281602     | 2008 US184 | 24 out 2008 | Kitt Peak       | Spacewatch          | —         | MPC                           |
| 281603     | 2008 UP187 | 24 out 2008 | Kitt Peak       | Spacewatch          | —         | MPC                           |
| 281604     | 2008 UE188 | 24 out 2008 | Kitt Peak       | Spacewatch          | —         | MPC                           |
| 281605     | 2008 UK198 | 26 out 2008 | Socorro         | LINEAR              | —         | MPC                           |
| 281606     | 2008 UQ200 | 27 out 2008 | Socorro         | LINEAR              | —         | MPC                           |
| 281607     | 2008 UU201 | 28 out 2008 | Socorro         | LINEAR              | —         | MPC                           |
| 281608     | 2008 UJ203 | 28 out 2008 | Socorro         | LINEAR              | —         | MPC                           |
| 281609     | 2008 UK203 | 28 out 2008 | Socorro         | LINEAR              | —         | MPC                           |
| 281610     | 2008 UV208 | 23 out 2008 | Kitt Peak       | Spacewatch          | —         | MPC                           |
| 281611     | 2008 UQ210 | 23 out 2008 | Kitt Peak       | Spacewatch          | —         | MPC                           |
| 281612     | 2008 UQ211 | 23 out 2008 | Mount Lemmon    | Mount Lemmon Survey | —         | MPC                           |
| 281613     | 2008 UV214 | 24 out 2008 | Catalina        | CSS                 | Eos       | MPC                           |
| 281614     | 2008 UE215 | 24 out 2008 | Catalina        | CSS                 | —         | MPC                           |
| 281615     | 2008 UC221 | 25 out 2008 | Kitt Peak       | Spacewatch          | —         | MPC                           |
| 281616     | 2008 UW223 | 25 out 2008 | Catalina        | CSS                 | —         | MPC                           |
| 281617     | 2008 UY237 | 26 out 2008 | Kitt Peak       | Spacewatch          | —         | MPC                           |
| 281618     | 2008 UJ239 | 26 out 2008 | Kitt Peak       | Spacewatch          | Brangane  | MPC                           |
| 281619     | 2008 UN250 | 27 out 2008 | Kitt Peak       | Spacewatch          | —         | MPC                           |
| 281620     | 2008 UY256 | 27 out 2008 | Kitt Peak       | Spacewatch          | —         | MPC                           |
| 281621     | 2008 UB263 | 27 out 2008 | Kitt Peak       | Spacewatch          | Brangane  | MPC                           |
| 281622     | 2008 UQ266 | 28 out 2008 | Kitt Peak       | Spacewatch          | —         | MPC                           |
| 281623     | 2008 UF269 | 28 out 2008 | Kitt Peak       | Spacewatch          | —         | MPC                           |
| 281624     | 2008 UG274 | 28 out 2008 | Kitt Peak       | Spacewatch          | —         | MPC                           |
| 281625     | 2008 UE282 | 28 out 2008 | Kitt Peak       | Spacewatch          | —         | MPC                           |
| 281626     | 2008 UT283 | 28 out 2008 | Mount Lemmon    | Mount Lemmon Survey | —         | MPC                           |
| 281627     | 2008 UY284 | 28 out 2008 | Mount Lemmon    | Mount Lemmon Survey | —         | MPC                           |
| 281628     | 2008 UE286 | 28 out 2008 | Mount Lemmon    | Mount Lemmon Survey | —         | MPC                           |
| 281629     | 2008 UG291 | 29 out 2008 | Kitt Peak       | Spacewatch          | —         | MPC                           |
| 281630     | 2008 UM297 | 29 out 2008 | Kitt Peak       | Spacewatch          | —         | MPC                           |
| 281631     | 2008 UL303 | 29 out 2008 | Kitt Peak       | Spacewatch          | —         | MPC                           |
| 281632     | 2008 UL304 | 29 out 2008 | Mount Lemmon    | Mount Lemmon Survey | —         | MPC                           |
| 281633     | 2008 UO307 | 30 out 2008 | Catalina        | CSS                 | —         | MPC                           |
| 281634     | 2008 UU310 | 30 out 2008 | Kitt Peak       | Spacewatch          | —         | MPC                           |
| 281635     | 2008 UT312 | 30 out 2008 | Kitt Peak       | Spacewatch          | —         | MPC                           |
| 281636     | 2008 UR315 | 30 out 2008 | Kitt Peak       | Spacewatch          | —         | MPC                           |
| 281637     | 2008 UN316 | 30 out 2008 | Kitt Peak       | Spacewatch          | —         | MPC                           |
| 281638     | 2008 UR316 | 30 out 2008 | Kitt Peak       | Spacewatch          | —         | MPC                           |
| 281639     | 2008 UT330 | 31 out 2008 | Kachina         | J. Hobart           | —         | MPC                           |
| 281640     | 2008 UV334 | 20 out 2008 | Kitt Peak       | Spacewatch          | —         | MPC                           |
| 281641     | 2008 UD335 | 21 out 2008 | Kitt Peak       | Spacewatch          | —         | MPC                           |
| 281642     | 2008 UT335 | 20 out 2008 | Kitt Peak       | Spacewatch          | —         | MPC                           |
| 281643     | 2008 UX336 | 20 out 2008 | Kitt Peak       | Spacewatch          | —         | MPC                           |
| 281644     | 2008 UV337 | 20 out 2008 | Kitt Peak       | Spacewatch          | Mitidika  | MPC                           |
| 281645     | 2008 UY337 | 20 out 2008 | Kitt Peak       | Spacewatch          | —         | MPC                           |
| 281646     | 2008 UA338 | 20 out 2008 | Kitt Peak       | Spacewatch          | —         | MPC                           |
| 281647     | 2008 UB339 | 22 out 2008 | Mount Lemmon    | Mount Lemmon Survey | —         | MPC                           |
| 281648     | 2008 UK340 | 23 out 2008 | Kitt Peak       | Spacewatch          | —         | MPC                           |
| 281649     | 2008 UF342 | 28 out 2008 | Mount Lemmon    | Mount Lemmon Survey | —         | MPC                           |
| 281650     | 2008 UP343 | 20 out 2008 | Mount Lemmon    | Mount Lemmon Survey | —         | MPC                           |
| 281651     | 2008 UO344 | 30 out 2008 | Kitt Peak       | Spacewatch          | —         | MPC                           |
| 281652     | 2008 UX347 | 23 out 2008 | Kitt Peak       | Spacewatch          | —         | MPC                           |
| 281653     | 2008 US350 | 27 out 2008 | Kitt Peak       | Spacewatch          | Brangane  | MPC                           |
| 281654     | 2008 UJ353 | 23 out 2008 | Kitt Peak       | Spacewatch          | —         | MPC                           |
| 281655     | 2008 UM353 | 28 out 2008 | Kitt Peak       | Spacewatch          | Themis    | MPC                           |
| 281656     | 2008 UG354 | 23 out 2008 | Mount Lemmon    | Mount Lemmon Survey | —         | MPC                           |
| 281657     | 2008 UG359 | 27 out 2008 | Mount Lemmon    | Mount Lemmon Survey | —         | MPC                           |
| 281658     | 2008 UZ361 | 24 out 2008 | Catalina        | CSS                 | —         | MPC                           |
| 281659     | 2008 VZ10  | 2 nov 2008  | Mount Lemmon    | Mount Lemmon Survey | —         | MPC                           |
| 281660     | 2008 VQ13  | 5 nov 2008  | Ondřejov        | Ondřejov Obs.       | —         | MPC                           |
| 281661     | 2008 VW13  | 8 nov 2008  | Tzec Maun       | E. Schwab           | —         | MPC                           |
| 281662     | 2008 VX15  | 1 nov 2008  | Kitt Peak       | Spacewatch          | —         | MPC                           |
| 281663     | 2008 VY17  | 1 nov 2008  | Kitt Peak       | Spacewatch          | —         | MPC                           |
| 281664     | 2008 VR22  | 1 nov 2008  | Mount Lemmon    | Mount Lemmon Survey | —         | MPC                           |
| 281665     | 2008 VG23  | 1 nov 2008  | Kitt Peak       | Spacewatch          | —         | MPC                           |
| 281666     | 2008 VH27  | 2 nov 2008  | Kitt Peak       | Spacewatch          | —         | MPC                           |
| 281667     | 2008 VB31  | 2 nov 2008  | Mount Lemmon    | Mount Lemmon Survey | —         | MPC                           |
| 281668     | 2008 VW46  | 3 nov 2008  | Kitt Peak       | Spacewatch          | —         | MPC                           |
| 281669     | 2008 VA51  | 4 nov 2008  | Kitt Peak       | Spacewatch          | —         | MPC                           |
| 281670     | 2008 VS57  | 6 nov 2008  | Mount Lemmon    | Mount Lemmon Survey | —         | MPC                           |
| 281671     | 2008 VU57  | 6 nov 2008  | Kitt Peak       | Spacewatch          | —         | MPC                           |
| 281672     | 2008 VD60  | 7 nov 2008  | Mount Lemmon    | Mount Lemmon Survey | —         | MPC                           |
| 281673     | 2008 VW70  | 8 nov 2008  | Kitt Peak       | Spacewatch          | —         | MPC                           |
| 281674     | 2008 VZ72  | 1 nov 2008  | Mount Lemmon    | Mount Lemmon Survey | —         | MPC                           |
| 281675     | 2008 VA75  | 6 nov 2008  | Catalina        | CSS                 | —         | MPC                           |
| 281676     | 2008 VR76  | 1 nov 2008  | Mount Lemmon    | Mount Lemmon Survey | —         | MPC                           |
| 281677     | 2008 VS78  | 7 nov 2008  | Mount Lemmon    | Mount Lemmon Survey | —         | MPC                           |
| 281678     | 2008 VA80  | 7 nov 2008  | Mount Lemmon    | Mount Lemmon Survey | —         | MPC                           |
| 281679     | 2008 WE2   | 18 nov 2008 | Socorro         | LINEAR              | —         | MPC                           |
| 281680     | 2008 WG5   | 17 nov 2008 | Kitt Peak       | Spacewatch          | —         | MPC                           |
| 281681     | 2008 WA8   | 17 nov 2008 | Kitt Peak       | Spacewatch          | Themis    | MPC                           |
| 281682     | 2008 WW8   | 17 nov 2008 | Kitt Peak       | Spacewatch          | —         | MPC                           |
| 281683     | 2008 WJ13  | 19 nov 2008 | Socorro         | LINEAR              | —         | MPC                           |
| 281684     | 2008 WV22  | 18 nov 2008 | Catalina        | CSS                 | —         | MPC                           |
| 281685     | 2008 WW22  | 18 nov 2008 | Catalina        | CSS                 | —         | MPC                           |
| 281686     | 2008 WG31  | 19 nov 2008 | Mount Lemmon    | Mount Lemmon Survey | —         | MPC                           |
| 281687     | 2008 WA34  | 17 nov 2008 | Kitt Peak       | Spacewatch          | —         | MPC                           |
| 281688     | 2008 WD36  | 17 nov 2008 | Kitt Peak       | Spacewatch          | —         | MPC                           |
| 281689     | 2008 WK36  | 17 nov 2008 | Kitt Peak       | Spacewatch          | —         | MPC                           |
| 281690     | 2008 WY38  | 17 nov 2008 | Kitt Peak       | Spacewatch          | —         | MPC                           |
| 281691     | 2008 WZ48  | 18 nov 2008 | Catalina        | CSS                 | —         | MPC                           |
| 281692     | 2008 WK49  | 18 nov 2008 | Catalina        | CSS                 | —         | MPC                           |
| 281693     | 2008 WC51  | 18 nov 2008 | Kitt Peak       | Spacewatch          | Themis    | MPC                           |
| 281694     | 2008 WN52  | 19 nov 2008 | Kitt Peak       | Spacewatch          | —         | MPC                           |
| 281695     | 2008 WS59  | 18 nov 2008 | Socorro         | LINEAR              | —         | MPC                           |
| 281696     | 2008 WW59  | 18 nov 2008 | Socorro         | LINEAR              | —         | MPC                           |
| 281697     | 2008 WD60  | 19 nov 2008 | Socorro         | LINEAR              | —         | MPC                           |
| 281698     | 2008 WU63  | 23 nov 2008 | Calvin-Rehoboth | L. A. Molnar        | —         | MPC                           |
| 281699     | 2008 WX66  | 18 nov 2008 | Kitt Peak       | Spacewatch          | —         | MPC                           |
| 281700     | 2008 WF73  | 19 nov 2008 | Mount Lemmon    | Mount Lemmon Survey | Ursula    | MPC                           |

## 281701–281800
| Designação          | Designação | Descoberta  | Descoberta      | Descobridor(es)      | Categoria | Mais informações / Referência |
| Permanente          | Provisória | Data        | Local           | Descobridor(es)      | Categoria | Mais informações / Referência |
| ------------------- | ---------- | ----------- | --------------- | -------------------- | --------- | ----------------------------- |
| 281701              | 2008 WO76  | 20 nov 2008 | Kitt Peak       | Spacewatch           | —         | MPC                           |
| 281702              | 2008 WT79  | 20 nov 2008 | Kitt Peak       | Spacewatch           | —         | MPC                           |
| 281703              | 2008 WB91  | 23 nov 2008 | Mount Lemmon    | Mount Lemmon Survey  | —         | MPC                           |
| 281704              | 2008 WJ93  | 21 nov 2008 | Kitt Peak       | Spacewatch           | —         | MPC                           |
| 281705              | 2008 WN95  | 23 nov 2008 | Socorro         | LINEAR               | —         | MPC                           |
| 281706              | 2008 WO95  | 23 nov 2008 | Socorro         | LINEAR               | —         | MPC                           |
| 281707              | 2008 WE97  | 18 nov 2008 | Catalina        | CSS                  | —         | MPC                           |
| 281708              | 2008 WU98  | 23 nov 2008 | La Sagra        | Mallorca Obs.        | —         | MPC                           |
| 281709              | 2008 WF103 | 27 nov 2008 | La Sagra        | Mallorca Obs.        | —         | MPC                           |
| 281710              | 2008 WU103 | 30 nov 2008 | Mount Lemmon    | Mount Lemmon Survey  | —         | MPC                           |
| 281711              | 2008 WQ105 | 30 nov 2008 | Mount Lemmon    | Mount Lemmon Survey  | —         | MPC                           |
| 281712              | 2008 WT106 | 30 nov 2008 | Kitt Peak       | Spacewatch           | —         | MPC                           |
| 281713              | 2008 WV107 | 30 nov 2008 | Mount Lemmon    | Mount Lemmon Survey  | —         | MPC                           |
| 281714              | 2008 WH108 | 30 nov 2008 | Catalina        | CSS                  | —         | MPC                           |
| 281715              | 2008 WJ108 | 30 nov 2008 | Catalina        | CSS                  | —         | MPC                           |
| 281716              | 2008 WL109 | 30 nov 2008 | Kitt Peak       | Spacewatch           | —         | MPC                           |
| 281717              | 2008 WO113 | 30 nov 2008 | Kitt Peak       | Spacewatch           | —         | MPC                           |
| 281718              | 2008 WE114 | 30 nov 2008 | Kitt Peak       | Spacewatch           | —         | MPC                           |
| 281719              | 2008 WK114 | 30 nov 2008 | Mount Lemmon    | Mount Lemmon Survey  | —         | MPC                           |
| 281720              | 2008 WJ117 | 30 nov 2008 | Kitt Peak       | Spacewatch           | —         | MPC                           |
| 281721              | 2008 WC122 | 30 nov 2008 | Mount Lemmon    | Mount Lemmon Survey  | —         | MPC                           |
| 281722              | 2008 WM131 | 17 nov 2008 | Catalina        | CSS                  | —         | MPC                           |
| 281723              | 2008 WS135 | 19 nov 2008 | Kitt Peak       | Spacewatch           | Brangane  | MPC                           |
| 281724              | 2008 WY135 | 19 nov 2008 | Kitt Peak       | Spacewatch           | —         | MPC                           |
| 281725              | 2008 WJ136 | 20 nov 2008 | Kitt Peak       | Spacewatch           | Mitidika  | MPC                           |
| 281726              | 2008 WF138 | 8 set 2007  | Anderson Mesa   | LONEOS               | —         | MPC                           |
| 281727              | 2008 XE1   | 2 dez 2008  | Mayhill         | A. Lowe              | —         | MPC                           |
| 281728              | 2008 XD10  | 2 dez 2008  | Mount Lemmon    | Mount Lemmon Survey  | —         | MPC                           |
| 281729              | 2008 XY14  | 1 dez 2008  | Kitt Peak       | Spacewatch           | —         | MPC                           |
| 281730              | 2008 XZ30  | 2 dez 2008  | Kitt Peak       | Spacewatch           | —         | MPC                           |
| 281731              | 2008 XT53  | 1 dez 2008  | Socorro         | LINEAR               | —         | MPC                           |
| 281732              | 2008 XB54  | 1 dez 2008  | Socorro         | LINEAR               | —         | MPC                           |
| 281733              | 2008 XK54  | 2 dez 2008  | Kitt Peak       | Spacewatch           | —         | MPC                           |
| 281734              | 2008 YG1   | 19 dez 2008 | La Sagra        | Mallorca Obs.        | Brangane  | MPC                           |
| 281735              | 2008 YE9   | 23 dez 2008 | Dauban          | F. Kugel             | —         | MPC                           |
| 281736              | 2008 YU11  | 21 dez 2008 | Mount Lemmon    | Mount Lemmon Survey  | Maria     | MPC                           |
| 281737              | 2008 YB19  | 21 dez 2008 | Mount Lemmon    | Mount Lemmon Survey  | —         | MPC                           |
| 281738              | 2008 YT19  | 21 dez 2008 | Mount Lemmon    | Mount Lemmon Survey  | —         | MPC                           |
| 281739              | 2008 YW20  | 21 dez 2008 | Mount Lemmon    | Mount Lemmon Survey  | —         | MPC                           |
| 281740              | 2008 YH27  | 22 dez 2008 | Socorro         | LINEAR               | —         | MPC                           |
| 281741              | 2008 YY80  | 30 dez 2008 | Kitt Peak       | Spacewatch           | Ursula    | MPC                           |
| 281742              | 2008 YY94  | 29 dez 2008 | Kitt Peak       | Spacewatch           | —         | MPC                           |
| 281743              | 2008 YY98  | 29 dez 2008 | Kitt Peak       | Spacewatch           | —         | MPC                           |
| 281744              | 2008 YR100 | 29 dez 2008 | Kitt Peak       | Spacewatch           | —         | MPC                           |
| 281745              | 2008 YZ115 | 29 dez 2008 | Kitt Peak       | Spacewatch           | —         | MPC                           |
| 281746              | 2008 YQ124 | 30 dez 2008 | Kitt Peak       | Spacewatch           | —         | MPC                           |
| 281747              | 2008 YX156 | 21 dez 2008 | Catalina        | CSS                  | —         | MPC                           |
| 281748              | 2008 YZ156 | 21 dez 2008 | Kitt Peak       | Spacewatch           | —         | MPC                           |
| 281749              | 2009 AY1   | 2 jan 2009  | Dauban          | F. Kugel             | —         | MPC                           |
| 281750              | 2009 AQ36  | 15 jan 2009 | Kitt Peak       | Spacewatch           | —         | MPC                           |
| 281751              | 2009 AR47  | 8 jan 2009  | Kitt Peak       | Spacewatch           | —         | MPC                           |
| 281752              | 2009 BF6   | 1 jan 2009  | Kitt Peak       | Spacewatch           | —         | MPC                           |
| 281753              | 2009 BD8   | 17 jan 2009 | Socorro         | LINEAR               | —         | MPC                           |
| 281754              | 2009 BT12  | 21 jan 2009 | Socorro         | LINEAR               | —         | MPC                           |
| 281755              | 2009 BV49  | 16 jan 2009 | Mount Lemmon    | Mount Lemmon Survey  | —         | MPC                           |
| 281756              | 2009 BP68  | 24 jan 2009 | Purple Mountain | PMO NEO              | —         | MPC                           |
| 281757              | 2009 BK98  | 26 jan 2009 | Mount Lemmon    | Mount Lemmon Survey  | —         | MPC                           |
| 281758              | 2009 BP120 | 31 jan 2009 | Kitt Peak       | Spacewatch           | —         | MPC                           |
| 281759              | 2009 BC133 | 21 set 2005 | Uccle           | T. Pauwels           | Juno      | MPC                           |
| 281760              | 2009 BP172 | 18 jan 2009 | Mount Lemmon    | Mount Lemmon Survey  | —         | MPC                           |
| 281761              | 2009 BR184 | 18 jan 2009 | Socorro         | LINEAR               | —         | MPC                           |
| 281762              | 2009 DJ58  | 22 fev 2009 | Kitt Peak       | Spacewatch           | —         | MPC                           |
| 281763              | 2009 DO58  | 22 fev 2009 | Kitt Peak       | Spacewatch           | —         | MPC                           |
| 281764 Schwetzingen | 2009 DE67  | 24 fev 2009 | Calar Alto      | F. Hormuth           | —         | MPC                           |
| 281765              | 2009 FD29  | 22 mar 2009 | Catalina        | CSS                  | —         | MPC                           |
| 281766              | 2009 FM74  | 16 mar 2009 | Purple Mountain | PMO NEO              | —         | MPC                           |
| 281767              | 2009 FE77  | 19 mar 2009 | Kitt Peak       | Spacewatch           | —         | MPC                           |
| 281768              | 2009 HN5   | 17 abr 2009 | Kitt Peak       | Spacewatch           | —         | MPC                           |
| 281769              | 2009 HD23  | 17 abr 2009 | Kitt Peak       | Spacewatch           | Ursula    | MPC                           |
| 281770              | 2009 HG52  | 17 abr 2009 | Catalina        | CSS                  | —         | MPC                           |
| 281771              | 2009 RR23  | 26 mar 2003 | Kitt Peak       | Spacewatch           | —         | MPC                           |
| 281772 Matttaylor   | 2009 RS26  | 13 set 2009 | ESA OGS         | M. Busch, R. Kresken | —         | MPC                           |
| 281773              | 2009 RG74  | 15 set 2009 | Kitt Peak       | Spacewatch           | —         | MPC                           |
| 281774              | 2009 RG76  | 15 set 2009 | Kitt Peak       | Spacewatch           | —         | MPC                           |
| 281775              | 2009 SW43  | 16 set 2009 | Kitt Peak       | Spacewatch           | —         | MPC                           |
| 281776              | 2009 SK48  | 16 set 2009 | Kitt Peak       | Spacewatch           | —         | MPC                           |
| 281777              | 2009 ST154 | 8 fev 2007  | Mount Lemmon    | Mount Lemmon Survey  | —         | MPC                           |
| 281778              | 2009 SB168 | 19 set 2009 | Catalina        | CSS                  | —         | MPC                           |
| 281779              | 2009 SP183 | 21 set 2009 | Kitt Peak       | Spacewatch           | —         | MPC                           |
| 281780              | 2009 SO232 | 19 set 2009 | Catalina        | CSS                  | —         | MPC                           |
| 281781              | 2009 SK234 | 27 set 2009 | Kitt Peak       | Spacewatch           | —         | MPC                           |
| 281782              | 2009 SM234 | 16 set 2009 | Catalina        | CSS                  | Brangane  | MPC                           |
| 281783              | 2009 ST337 | 28 set 2009 | Catalina        | CSS                  | —         | MPC                           |
| 281784              | 2009 SH352 | 20 set 2009 | Mount Lemmon    | Mount Lemmon Survey  | —         | MPC                           |
| 281785              | 2009 TO36  | 14 out 2009 | La Sagra        | Mallorca Obs.        | Ursula    | MPC                           |
| 281786              | 2009 TY41  | 12 out 2009 | Mount Lemmon    | Mount Lemmon Survey  | —         | MPC                           |
| 281787              | 2009 UG35  | 21 out 2009 | Mount Lemmon    | Mount Lemmon Survey  | —         | MPC                           |
| 281788              | 2009 UO37  | 27 jul 2001 | Palomar         | NEAT                 | —         | MPC                           |
| 281789              | 2009 UP38  | 22 out 2009 | Mount Lemmon    | Mount Lemmon Survey  | —         | MPC                           |
| 281790              | 2009 UL91  | 18 out 2009 | Catalina        | CSS                  | —         | MPC                           |
| 281791              | 2009 UD94  | 28 out 2009 | La Sagra        | Mallorca Obs.        | Juno      | MPC                           |
| 281792              | 2009 UC106 | 21 out 2009 | Mount Lemmon    | Mount Lemmon Survey  | —         | MPC                           |
| 281793              | 2009 UX111 | 24 out 2009 | Kitt Peak       | Spacewatch           | —         | MPC                           |
| 281794              | 2009 US132 | 5 jan 2002  | Palomar         | NEAT                 | —         | MPC                           |
| 281795              | 2009 UW137 | 24 out 2009 | Catalina        | CSS                  | —         | MPC                           |
| 281796              | 2009 VV7   | 8 nov 2009  | Catalina        | CSS                  | —         | MPC                           |
| 281797              | 2009 VA39  | 9 nov 2009  | Kitt Peak       | Spacewatch           | —         | MPC                           |
| 281798              | 2009 VP39  | 10 nov 2009 | La Sagra        | Mallorca Obs.        | —         | MPC                           |
| 281799              | 2009 VW47  | 9 nov 2009  | Mount Lemmon    | Mount Lemmon Survey  | —         | MPC                           |
| 281800              | 2009 VW113 | 8 nov 2009  | Kitt Peak       | Spacewatch           | —         | MPC                           |

## 281801–281900
| Designação      | Designação | Descoberta  | Descoberta      | Descobridor(es)      | Categoria | Mais informações / Referência |
| Permanente      | Provisória | Data        | Local           | Descobridor(es)      | Categoria | Mais informações / Referência |
| --------------- | ---------- | ----------- | --------------- | -------------------- | --------- | ----------------------------- |
| 281801          | 2009 WS34  | 16 nov 2009 | Kitt Peak       | Spacewatch           | —         | MPC                           |
| 281802          | 2009 WO43  | 17 nov 2009 | Kitt Peak       | Spacewatch           | Mitidika  | MPC                           |
| 281803          | 2009 WG45  | 15 mar 2007 | Mount Lemmon    | Mount Lemmon Survey  | —         | MPC                           |
| 281804          | 2009 WD48  | 19 nov 2009 | Kitt Peak       | Spacewatch           | —         | MPC                           |
| 281805          | 2009 WX53  | 17 nov 2009 | Socorro         | LINEAR               | —         | MPC                           |
| 281806          | 2009 WX73  | 18 nov 2009 | Kitt Peak       | Spacewatch           | —         | MPC                           |
| 281807          | 2009 WC76  | 18 nov 2009 | Kitt Peak       | Spacewatch           | —         | MPC                           |
| 281808          | 2009 WH117 | 21 nov 2003 | Kitt Peak       | M. W. Buie           | —         | MPC                           |
| 281809          | 2009 WW119 | 20 nov 2009 | Kitt Peak       | Spacewatch           | —         | MPC                           |
| 281810          | 2009 WG133 | 22 nov 2009 | Kitt Peak       | Spacewatch           | —         | MPC                           |
| 281811          | 2009 WF139 | 26 nov 2009 | Tzec Maun       | Tzec Maun Obs.       | —         | MPC                           |
| 281812          | 2009 WR164 | 21 nov 2009 | Kitt Peak       | Spacewatch           | —         | MPC                           |
| 281813          | 2009 WB195 | 24 nov 2009 | Purple Mountain | PMO NEO              | —         | MPC                           |
| 281814          | 2009 WM203 | 16 nov 2009 | Kitt Peak       | Spacewatch           | —         | MPC                           |
| 281815          | 2009 WR206 | 17 nov 2009 | Kitt Peak       | Spacewatch           | —         | MPC                           |
| 281816          | 2009 WZ214 | 21 nov 2009 | Kitt Peak       | Spacewatch           | —         | MPC                           |
| 281817          | 2009 WK215 | 26 nov 2009 | Catalina        | CSS                  | —         | MPC                           |
| 281818          | 2009 WL233 | 17 nov 2009 | Mount Lemmon    | Mount Lemmon Survey  | —         | MPC                           |
| 281819          | 2009 WS250 | 24 nov 2009 | Kitt Peak       | Spacewatch           | —         | MPC                           |
| 281820 Monnaves | 2009 XW    | 9 dez 2009  | Cabrils         | Montcabre Obs.       | —         | MPC                           |
| 281821          | 2009 XH21  | 10 dez 2009 | Mount Lemmon    | Mount Lemmon Survey  | —         | MPC                           |
| 281822          | 2009 XE24  | 11 dez 2009 | Socorro         | LINEAR               | —         | MPC                           |
| 281823          | 2009 XQ24  | 10 dez 2009 | Mount Lemmon    | Mount Lemmon Survey  | —         | MPC                           |
| 281824          | 2009 YN5   | 17 dez 2009 | Mount Lemmon    | Mount Lemmon Survey  | —         | MPC                           |
| 281825          | 2009 YA7   | 18 dez 2009 | Tzec Maun       | Tzec Maun Obs.       | —         | MPC                           |
| 281826          | 2009 YG20  | 26 dez 2009 | Kitt Peak       | Spacewatch           | —         | MPC                           |
| 281827          | 2009 YT23  | 18 dez 2009 | Kitt Peak       | Spacewatch           | —         | MPC                           |
| 281828          | 2009 YN25  | 19 dez 2009 | Kitt Peak       | Spacewatch           | —         | MPC                           |
| 281829          | 2010 AR5   | 5 jan 2010  | Kitt Peak       | Spacewatch           | —         | MPC                           |
| 281830          | 2010 AF20  | 7 jan 2010  | Mount Lemmon    | Mount Lemmon Survey  | —         | MPC                           |
| 281831          | 2010 AG41  | 6 jan 2010  | Kitt Peak       | Spacewatch           | —         | MPC                           |
| 281832          | 2010 AA65  | 11 jan 2010 | Kitt Peak       | Spacewatch           | —         | MPC                           |
| 281833          | 2010 AC65  | 11 jan 2010 | Kitt Peak       | Spacewatch           | —         | MPC                           |
| 281834          | 2010 AO68  | 12 jan 2010 | Kitt Peak       | Spacewatch           | —         | MPC                           |
| 281835          | 2010 AR68  | 12 jan 2010 | Catalina        | CSS                  | —         | MPC                           |
| 281836          | 2010 AM71  | 12 jan 2010 | Mount Lemmon    | Mount Lemmon Survey  | —         | MPC                           |
| 281837          | 2010 AV71  | 13 jan 2010 | Kitt Peak       | Spacewatch           | —         | MPC                           |
| 281838          | 2010 AX72  | 13 jan 2010 | Mount Lemmon    | Mount Lemmon Survey  | —         | MPC                           |
| 281839          | 2010 AY77  | 14 jan 2010 | Kitt Peak       | Spacewatch           | —         | MPC                           |
| 281840          | 2010 AB79  | 12 jan 2010 | Catalina        | CSS                  | —         | MPC                           |
| 281841          | 2010 AM80  | 8 jan 2010  | Kitt Peak       | Spacewatch           | —         | MPC                           |
| 281842          | 2010 AL81  | 12 jan 2010 | Kitt Peak       | Spacewatch           | —         | MPC                           |
| 281843          | 2010 CS24  | 9 fev 2010  | Mount Lemmon    | Mount Lemmon Survey  | —         | MPC                           |
| 281844          | 2010 CR29  | 9 fev 2010  | Kitt Peak       | Spacewatch           | Brangane  | MPC                           |
| 281845          | 2010 CH41  | 6 fev 2010  | Mount Lemmon    | Mount Lemmon Survey  | —         | MPC                           |
| 281846          | 2010 CR41  | 5 fev 2010  | Catalina        | CSS                  | —         | MPC                           |
| 281847          | 2010 CC44  | 13 fev 2010 | Calvin-Rehoboth | Calvin–Rehoboth Obs. | —         | MPC                           |
| 281848          | 2010 CR55  | 12 fev 2010 | Socorro         | LINEAR               | —         | MPC                           |
| 281849          | 2010 CO62  | 9 fev 2010  | Catalina        | CSS                  | Ursula    | MPC                           |
| 281850          | 2010 CP67  | 10 fev 2010 | Kitt Peak       | Spacewatch           | —         | MPC                           |
| 281851          | 2010 CC70  | 13 fev 2010 | Mount Lemmon    | Mount Lemmon Survey  | —         | MPC                           |
| 281852          | 2010 CP77  | 13 fev 2010 | Mount Lemmon    | Mount Lemmon Survey  | Brangane  | MPC                           |
| 281853          | 2010 CS78  | 13 fev 2010 | Mount Lemmon    | Mount Lemmon Survey  | —         | MPC                           |
| 281854          | 2010 CH82  | 13 fev 2010 | Kitt Peak       | Spacewatch           | —         | MPC                           |
| 281855          | 2010 CA94  | 2 out 2003  | Kitt Peak       | Spacewatch           | —         | MPC                           |
| 281856          | 2010 CP96  | 14 fev 2010 | Mount Lemmon    | Mount Lemmon Survey  | —         | MPC                           |
| 281857          | 2010 CK128 | 9 fev 2010  | Catalina        | CSS                  | Ursula    | MPC                           |
| 281858          | 2010 CY128 | 9 fev 2010  | Catalina        | CSS                  | —         | MPC                           |
| 281859          | 2010 CV138 | 15 fev 2010 | Mount Lemmon    | Mount Lemmon Survey  | —         | MPC                           |
| 281860          | 2010 CK139 | 9 fev 2010  | Catalina        | CSS                  | —         | MPC                           |
| 281861          | 2010 CZ165 | 10 fev 2010 | Kitt Peak       | Spacewatch           | —         | MPC                           |
| 281862          | 2010 CM167 | 14 fev 2010 | Mount Lemmon    | Mount Lemmon Survey  | —         | MPC                           |
| 281863          | 2010 CN179 | 9 fev 2010  | Catalina        | CSS                  | —         | MPC                           |
| 281864          | 2010 CX243 | 2 fev 2010  | WISE            | WISE                 | —         | MPC                           |
| 281865          | 2010 DL11  | 16 fev 2010 | Mount Lemmon    | Mount Lemmon Survey  | —         | MPC                           |
| 281866          | 2010 DW11  | 16 fev 2010 | Mount Lemmon    | Mount Lemmon Survey  | —         | MPC                           |
| 281867          | 2010 DR41  | 17 fev 2010 | Kitt Peak       | Spacewatch           | —         | MPC                           |
| 281868          | 2010 DH70  | 28 fev 2010 | WISE            | WISE                 | —         | MPC                           |
| 281869          | 2010 EV2   | 5 mar 2010  | Farra d'Isonzo  | Farra d'Isonzo       | —         | MPC                           |
| 281870          | 2010 EH66  | 10 mar 2010 | Purple Mountain | PMO NEO              | —         | MPC                           |
| 281871          | 2010 EX88  | 14 mar 2010 | Mount Lemmon    | Mount Lemmon Survey  | Ursula    | MPC                           |
| 281872          | 2010 EU92  | 14 mar 2010 | Kitt Peak       | Spacewatch           | —         | MPC                           |
| 281873          | 2010 EC99  | 14 mar 2010 | Kitt Peak       | Spacewatch           | —         | MPC                           |
| 281874          | 2010 ES102 | 15 mar 2010 | Mount Lemmon    | Mount Lemmon Survey  | —         | MPC                           |
| 281875          | 2010 ES138 | 15 mar 2010 | Mount Lemmon    | Mount Lemmon Survey  | —         | MPC                           |
| 281876          | 2010 FP35  | 18 mar 2010 | WISE            | WISE                 | Pallas    | MPC                           |
| 281877          | 2010 FA83  | 19 mar 2010 | Kitt Peak       | Spacewatch           | —         | MPC                           |
| 281878          | 2010 GT24  | 7 abr 2010  | Mount Lemmon    | Mount Lemmon Survey  | Themis    | MPC                           |
| 281879          | 2010 GW119 | 20 out 2003 | Kitt Peak       | Spacewatch           | —         | MPC                           |
| 281880          | 2010 GK126 | 16 ago 2007 | XuYi            | PMO NEO              | —         | MPC                           |
| 281881          | 2010 HO78  | 20 abr 2010 | Kitt Peak       | Spacewatch           | —         | MPC                           |
| 281882          | 2010 HD104 | 20 abr 2010 | Siding Spring   | SSS                  | —         | MPC                           |
| 281883          | 2010 JB49  | 7 mai 2010  | Kitt Peak       | Spacewatch           | —         | MPC                           |
| 281884          | 2010 JM83  | 6 mai 2010  | Mount Lemmon    | Mount Lemmon Survey  | —         | MPC                           |
| 281885          | 2010 JH163 | 8 mai 2010  | Mount Lemmon    | Mount Lemmon Survey  | —         | MPC                           |
| 281886          | 2010 KM110 | 29 mai 2010 | WISE            | WISE                 | —         | MPC                           |
| 281887          | 2010 LR1   | 5 jun 2010  | Pla D'Arguines  | R. Ferrando          | —         | MPC                           |
| 281888          | 2010 LY33  | 1 jun 2010  | Kitt Peak       | Spacewatch           | —         | MPC                           |
| 281889          | 2010 LC62  | 5 jun 2010  | Kitt Peak       | Spacewatch           | —         | MPC                           |
| 281890          | 2010 OA74  | 25 jul 2010 | WISE            | WISE                 | —         | MPC                           |
| 281891          | 2010 PA78  | 16 jun 2009 | Kitt Peak       | Spacewatch           | —         | MPC                           |
| 281892          | 2010 XL19  | 16 nov 2006 | Kitt Peak       | Spacewatch           | —         | MPC                           |
| 281893          | 2011 AS    | 29 out 2002 | Palomar         | NEAT                 | —         | MPC                           |
| 281894          | 2011 AF29  | 2 fev 2000  | Kitt Peak       | Spacewatch           | —         | MPC                           |
| 281895          | 2011 AC49  | 4 dez 2005  | Kitt Peak       | Spacewatch           | —         | MPC                           |
| 281896          | 2011 BQ    | 22 nov 2006 | Mount Lemmon    | Mount Lemmon Survey  | —         | MPC                           |
| 281897          | 2011 BS5   | 5 set 2000  | Kitt Peak       | Spacewatch           | —         | MPC                           |
| 281898          | 2011 BP25  | 10 mai 2007 | Catalina        | CSS                  | —         | MPC                           |
| 281899          | 2011 CW9   | 6 dez 2005  | Kitt Peak       | Spacewatch           | —         | MPC                           |
| 281900          | 2011 CP17  | 27 fev 2006 | Kitt Peak       | Spacewatch           | —         | MPC                           |

## 281901–282000
| Designação | Designação | Descoberta  | Descoberta       | Descobridor(es)     | Categoria | Mais informações / Referência |
| Permanente | Provisória | Data        | Local            | Descobridor(es)     | Categoria | Mais informações / Referência |
| ---------- | ---------- | ----------- | ---------------- | ------------------- | --------- | ----------------------------- |
| 281901     | 2011 CR17  | 7 dez 2002  | Kitt Peak        | Spacewatch          | —         | MPC                           |
| 281902     | 2011 CB19  | 3 fev 2000  | Socorro          | LINEAR              | —         | MPC                           |
| 281903     | 2011 CP20  | 2 mar 2000  | Kitt Peak        | Spacewatch          | —         | MPC                           |
| 281904     | 2011 CX49  | 25 ago 2004 | Kitt Peak        | Spacewatch          | —         | MPC                           |
| 281905     | 2011 CJ72  | 13 mai 2007 | Mount Lemmon     | Mount Lemmon Survey | —         | MPC                           |
| 281906     | 2011 CB77  | 25 nov 2009 | Mount Lemmon     | Mount Lemmon Survey | —         | MPC                           |
| 281907     | 2011 DX2   | 16 out 2006 | Catalina         | CSS                 | —         | MPC                           |
| 281908     | 2011 EQ16  | 11 ago 1997 | Kitt Peak        | Spacewatch          | —         | MPC                           |
| 281909     | 2011 ED24  | 17 jan 2005 | Kitt Peak        | Spacewatch          | —         | MPC                           |
| 281910     | 2011 EG28  | 19 out 2003 | Apache Point     | SDSS                | —         | MPC                           |
| 281911     | 2011 EU51  | 25 mar 2006 | Kitt Peak        | Spacewatch          | —         | MPC                           |
| 281912     | 2011 EX52  | 13 dez 2006 | Kitt Peak        | Spacewatch          | —         | MPC                           |
| 281913     | 2011 EZ53  | 9 out 1993  | La Silla         | E. W. Elst          | —         | MPC                           |
| 281914     | 2011 EF63  | 9 abr 2003  | Palomar          | NEAT                | —         | MPC                           |
| 281915     | 2011 ET71  | 23 set 2005 | Catalina         | CSS                 | —         | MPC                           |
| 281916     | 2011 EW76  | 1 dez 2005  | Mount Lemmon     | Mount Lemmon Survey | —         | MPC                           |
| 281917     | 2011 FA    | 27 nov 1998 | Kitt Peak        | Spacewatch          | Brangane  | MPC                           |
| 281918     | 2011 FE2   | 10 abr 2003 | Kitt Peak        | Spacewatch          | —         | MPC                           |
| 281919     | 2011 FO6   | 17 mar 2005 | Kitt Peak        | Spacewatch          | —         | MPC                           |
| 281920     | 2011 FR9   | 29 set 2008 | Catalina         | CSS                 | —         | MPC                           |
| 281921     | 2011 FN11  | 8 abr 2002  | Kitt Peak        | Spacewatch          | —         | MPC                           |
| 281922     | 2011 FY11  | 11 set 2002 | Palomar          | NEAT                | —         | MPC                           |
| 281923     | 2011 FX12  | 1 mai 1997  | Kitt Peak        | Spacewatch          | —         | MPC                           |
| 281924     | 2011 FZ12  | 14 dez 2001 | Kitt Peak        | Spacewatch          | —         | MPC                           |
| 281925     | 2011 FT13  | 6 fev 2006  | Mount Lemmon     | Mount Lemmon Survey | —         | MPC                           |
| 281926     | 2011 FW13  | 13 mar 2005 | Kitt Peak        | Spacewatch          | —         | MPC                           |
| 281927     | 2011 FV19  | 16 out 1999 | Kitt Peak        | Spacewatch          | —         | MPC                           |
| 281928     | 2011 FN30  | 22 set 2008 | Kitt Peak        | Spacewatch          | —         | MPC                           |
| 281929     | 2011 FB32  | 21 nov 2003 | Kitt Peak        | Spacewatch          | —         | MPC                           |
| 281930     | 2011 FG45  | 15 jan 2001 | Kitt Peak        | Spacewatch          | —         | MPC                           |
| 281931     | 2011 FV46  | 8 out 2004  | Kitt Peak        | Spacewatch          | —         | MPC                           |
| 281932     | 2011 FL48  | 14 mai 2004 | Kitt Peak        | Spacewatch          | —         | MPC                           |
| 281933     | 2011 FJ83  | 9 out 2002  | Socorro          | LINEAR              | —         | MPC                           |
| 281934     | 2011 FG138 | 9 set 2008  | Mount Lemmon     | Mount Lemmon Survey | —         | MPC                           |
| 281935     | 2011 FF142 | 23 set 2008 | Kitt Peak        | Spacewatch          | —         | MPC                           |
| 281936     | 2011 FT142 | 13 fev 2007 | Mount Lemmon     | Mount Lemmon Survey | —         | MPC                           |
| 281937     | 2011 FZ142 | 2 abr 2006  | Mount Lemmon     | Mount Lemmon Survey | —         | MPC                           |
| 281938     | 2011 FC143 | 3 mar 2005  | Kitt Peak        | Spacewatch          | —         | MPC                           |
| 281939     | 2011 FQ143 | 31 jan 2006 | Mount Lemmon     | Mount Lemmon Survey | —         | MPC                           |
| 281940     | 2011 FH147 | 7 set 2004  | Kitt Peak        | Spacewatch          | —         | MPC                           |
| 281941     | 2011 FF148 | 15 out 1995 | Kitt Peak        | Spacewatch          | —         | MPC                           |
| 281942     | 2011 FD150 | 30 nov 2005 | Kitt Peak        | Spacewatch          | —         | MPC                           |
| 281943     | 2011 FM154 | 27 fev 2007 | Kitt Peak        | Spacewatch          | —         | MPC                           |
| 281944     | 2011 GT3   | 23 set 2008 | Mount Lemmon     | Mount Lemmon Survey | Ursula    | MPC                           |
| 281945     | 2011 GR9   | 5 abr 2003  | Anderson Mesa    | LONEOS              | —         | MPC                           |
| 281946     | 2011 GH12  | 18 mar 2002 | Kitt Peak        | Spacewatch          | —         | MPC                           |
| 281947     | 2011 GG31  | 29 fev 2000 | Socorro          | LINEAR              | —         | MPC                           |
| 281948     | 2011 GH32  | 25 abr 2007 | Kitt Peak        | Spacewatch          | —         | MPC                           |
| 281949     | 2011 GA34  | 9 out 2004  | Kitt Peak        | Spacewatch          | —         | MPC                           |
| 281950     | 2011 GS36  | 5 set 2007  | Catalina         | CSS                 | —         | MPC                           |
| 281951     | 2011 GR39  | 5 fev 2006  | Mount Lemmon     | Mount Lemmon Survey | —         | MPC                           |
| 281952     | 2011 GE46  | 12 mar 1996 | Kitt Peak        | Spacewatch          | —         | MPC                           |
| 281953     | 2011 GU46  | 5 mar 2006  | Kitt Peak        | Spacewatch          | —         | MPC                           |
| 281954     | 2011 GJ55  | 29 set 2003 | Kitt Peak        | Spacewatch          | —         | MPC                           |
| 281955     | 2011 GM55  | 14 dez 2004 | Kitt Peak        | Spacewatch          | —         | MPC                           |
| 281956     | 2011 GU55  | 10 fev 2005 | Campo Imperatore | CINEOS              | —         | MPC                           |
| 281957     | 2011 GR57  | 23 set 2008 | Mount Lemmon     | Mount Lemmon Survey | —         | MPC                           |
| 281958     | 2011 GP58  | 23 ago 2001 | Kitt Peak        | Spacewatch          | —         | MPC                           |
| 281959     | 2011 GG59  | 13 mar 2003 | Kitt Peak        | Spacewatch          | —         | MPC                           |
| 281960     | 2011 GF61  | 27 jul 2001 | Anderson Mesa    | LONEOS              | —         | MPC                           |
| 281961     | 2011 GK63  | 11 mar 2002 | Kitt Peak        | Spacewatch          | —         | MPC                           |
| 281962     | 2011 GX63  | 1 nov 2005  | Mount Lemmon     | Mount Lemmon Survey | —         | MPC                           |
| 281963     | 2011 GB64  | 3 out 2008  | Mount Lemmon     | Mount Lemmon Survey | —         | MPC                           |
| 281964     | 2011 GN65  | 19 nov 2004 | Catalina         | CSS                 | —         | MPC                           |
| 281965     | 2011 GP66  | 25 fev 2007 | Kitt Peak        | Spacewatch          | —         | MPC                           |
| 281966     | 2011 GZ66  | 8 dez 2005  | Kitt Peak        | Spacewatch          | —         | MPC                           |
| 281967     | 2011 GO69  | 22 ago 2007 | Anderson Mesa    | LONEOS              | —         | MPC                           |
| 281968     | 2011 GR69  | 24 mai 2001 | Cerro Tololo     | M. W. Buie          | —         | MPC                           |
| 281969     | 2011 GT69  | 27 set 2003 | Kitt Peak        | Spacewatch          | —         | MPC                           |
| 281970     | 2011 GV69  | 8 ago 2007  | Siding Spring    | SSS                 | —         | MPC                           |
| 281971     | 2011 GC70  | 1 dez 2005  | Kitt Peak        | Spacewatch          | —         | MPC                           |
| 281972     | 2011 GF70  | 7 out 2004  | Kitt Peak        | Spacewatch          | —         | MPC                           |
| 281973     | 2011 GV71  | 18 dez 2004 | Mount Lemmon     | Mount Lemmon Survey | —         | MPC                           |
| 281974     | 2011 GM72  | 3 mai 2002  | Kitt Peak        | Spacewatch          | —         | MPC                           |
| 281975     | 2011 GR72  | 30 set 2003 | Kitt Peak        | Spacewatch          | —         | MPC                           |
| 281976     | 2011 GC78  | 23 jun 1995 | Kitt Peak        | Spacewatch          | —         | MPC                           |
| 281977     | 2011 HS8   | 18 dez 1995 | Kitt Peak        | Spacewatch          | —         | MPC                           |
| 281978     | 2011 HQ9   | 21 dez 2006 | Kitt Peak        | Spacewatch          | —         | MPC                           |
| 281979     | 2011 HR10  | 25 jun 2000 | Kitt Peak        | Spacewatch          | —         | MPC                           |
| 281980     | 2011 HB11  | 2 dez 2005  | Kitt Peak        | Spacewatch          | —         | MPC                           |
| 281981     | 2011 HJ12  | 23 jan 2006 | Kitt Peak        | Spacewatch          | —         | MPC                           |
| 281982     | 2011 HN13  | 12 jan 2004 | Palomar          | NEAT                | —         | MPC                           |
| 281983     | 2011 HX17  | 25 mar 2006 | Kitt Peak        | Spacewatch          | —         | MPC                           |
| 281984     | 2011 HQ18  | 16 fev 2002 | Kitt Peak        | Spacewatch          | —         | MPC                           |
| 281985     | 2011 HR18  | 9 mar 2005  | Catalina         | CSS                 | —         | MPC                           |
| 281986     | 2011 HK20  | 2 fev 2001  | Kitt Peak        | Spacewatch          | Themis    | MPC                           |
| 281987     | 2011 HV21  | 22 mai 2003 | Kitt Peak        | Spacewatch          | —         | MPC                           |
| 281988     | 2011 HY21  | 10 mar 2005 | Catalina         | CSS                 | —         | MPC                           |
| 281989     | 2011 HE23  | 23 nov 1998 | Kitt Peak        | Spacewatch          | —         | MPC                           |
| 281990     | 2011 HZ25  | 12 out 2001 | Haleakala        | NEAT                | —         | MPC                           |
| 281991     | 2011 HM26  | 27 fev 2006 | Mount Lemmon     | Mount Lemmon Survey | —         | MPC                           |
| 281992     | 2011 HU27  | 16 mar 2007 | Catalina         | CSS                 | —         | MPC                           |
| 281993     | 2011 HW28  | 20 out 1995 | Kitt Peak        | Spacewatch          | —         | MPC                           |
| 281994     | 2011 HY28  | 31 jan 2003 | Palomar          | NEAT                | —         | MPC                           |
| 281995     | 2011 HC29  | 20 abr 1996 | Kitt Peak        | Spacewatch          | —         | MPC                           |
| 281996     | 2011 HX29  | 3 mar 2005  | Kitt Peak        | Spacewatch          | —         | MPC                           |
| 281997     | 2011 HR32  | 1 ago 2001  | Palomar          | NEAT                | —         | MPC                           |
| 281998     | 2011 HF35  | 21 set 2001 | Palomar          | NEAT                | —         | MPC                           |
| 281999     | 2011 HH36  | 11 nov 2004 | Catalina         | CSS                 | —         | MPC                           |
| 282000     | 2011 HU36  | 18 dez 2003 | Kitt Peak        | Spacewatch          | —         | MPC                           |